# Geschichte der Stadt Würzburg

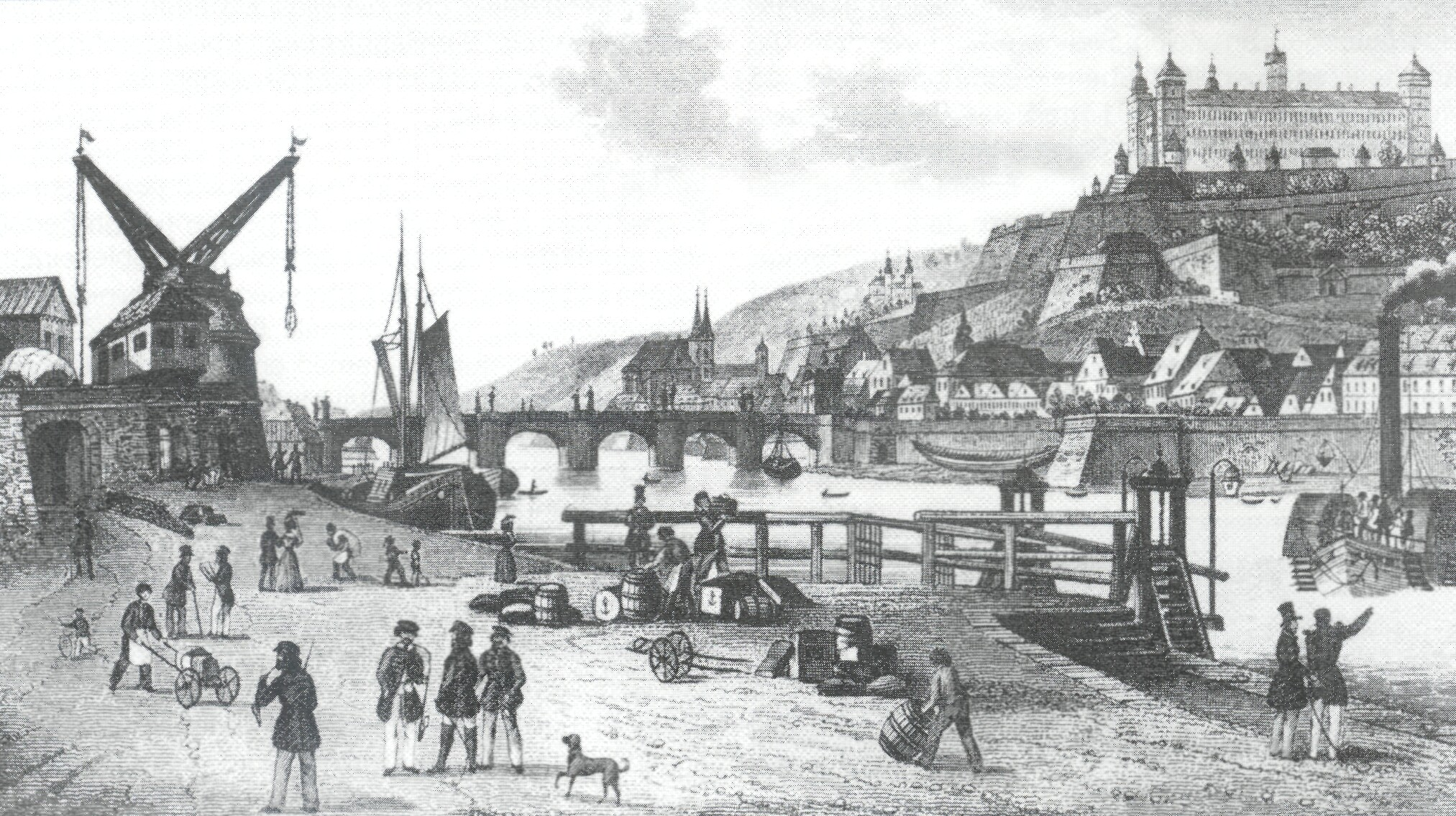
Würzburger Leben Ende des 19. Jahrhunderts

Die Geschichte der Stadt Würzburg beginnt urkundlich belegbar 704, als Castellum Virteburch. Im Mittelalter wurde die Stadt ein wirtschaftliches, geistliches und hoheitliches Zentrum. Bis zur industriellen Revolution blieb die vor allem im 18. Jahrhundert einsetzende überregionale Bedeutung hoch; es entstand ein wertvolles Stadtbild. Dieses wurde im Laufe des Zweiten Weltkrieges schwer beschädigt, insbesondere durch den Bombenangriff am 16. März 1945. Beim Wiederaufbau wurden bedeutende Einzeldenkmäler wie die meisten Kirchen der Altstadt äußerlich rekonstruiert, jedoch nur wenige Bürgerhaus-Ensembles und Traditionsinseln. Die ebenfalls im Krieg schwer beschädigte und anschließend wiederaufgebaute Würzburger Residenz mit Hofgarten und Residenzplatz wurde 1981 in das UNESCO-Weltkulturerbe aufgenommen. Sie war damit nach dem Aachener Dom das zweite deutsche Bauwerk auf der Liste.
Mit der Julius-Maximilians-Universität, die in der Tradition der 1402 gegründeten Hohen Schule zu Würzburg steht und damit die älteste Universität Bayerns ist, zählt die Stadt zu den klassischen deutschen Universitätsstädten. Die Hochschule für Musik Würzburg als weitere akademische Einrichtung wurde 1797, die Fachhochschule Würzburg-Schweinfurt 1971 gegründet. Mit ihnen prägen insgesamt rund 33.500 Studenten (Stand Wintersemester 2014/15) und weitere Hochschulangehörige das städtische Leben Würzburgs.

## Gründung und frühe Geschichte
Eine innerhalb der heutigen Stadtgrenzen liegende, bisher undatierte Fliehburg auf dem Marienberg lässt eine urgeschichtliche Besiedlung möglich erscheinen. Da die Kelten befestigte Plätze („brig(a)“) oft nach Namen herausragender adeliger Führer benannten, besteht die Möglichkeit, dass sich der Name Virtibriga, die Burg des Virtius, als Vorläufer von Virteburch etabliert hat.
Nach den Völkerwanderungen ließen sich – vermutlich im ausgehenden 4. Jahrhundert, sicher jedoch im 5. Jahrhundert n. Chr. – die Alemannen nieder. Im 6. und 7. Jahrhundert fand die Fränkische Landnahme statt. Ab etwa 650 war Würzburg ein fränkisch-thüringischer Herzogssitz des fränkischen Königsgeschlechts der Merowinger. Der merowingische König Dagobert I. setzte ein das südliche Thüringen (etwa durch Radulf) und die Mainlande beherrschendes Amtsherzogtum ein.
Die Ostfranken gegen Baiern und Thüringer sichernden „Hetaniden“ (vgl. Gosbert und Hedan II.) hatten ihre Hofhaltung im heutigen Stadtkern (Bereich Dom/Neumünster).
Vermutlich in den Jahren 685–689 missionierten die iro-schottischen Missionare Kilian, Kolonat und Totnan die Gegend und starben hier im Jahr 689 als Märtyrer.
Die erste Erwähnung Würzburgs in einer Schenkungsurkunde von Herzog Hedan II. für den Bischof Willibrord datiert auf den 1. Mai 704, die Urkunde ist ausgestellt in castello Virteburch. Der Geograph von Ravenna erwähnt im 7. Jahrhundert den um 300 Jahre älteren Namen Uburzis. Weitere Namensformen: Wirzaburg (742, das Jahr, in dem das Bistum Würzburg vom Papst bestätigt wurde), Wirziburg, latinisiert: Vuirziburga mit dem Adjektiv Vuirziburganensis (779) und Wirciburc in der Passio minor sancti Kiliani. Erst später kam der Name Herbipolis (griechisch-lateinisch für Kräuterstadt) auf.
Die kirchliche Versorgung der rechtsmainischen Siedlung erfolgte zuerst von St. Martin aus, einer in der Nähe des Herzogshofes gelegenen 745 von Würzburgs erstem Bischof Burkard gegründeten Pfarrkirche in der heutigen Martinstraße. Neben dieser heute nicht mehr bestehenden Martinskapelle entstand ab Ende des 8. Jahrhunderts der zunächst dem Salvator mundi geweihte Würzburger Dom.

## Mittelalter und frühe Neuzeit bis zur Reformation

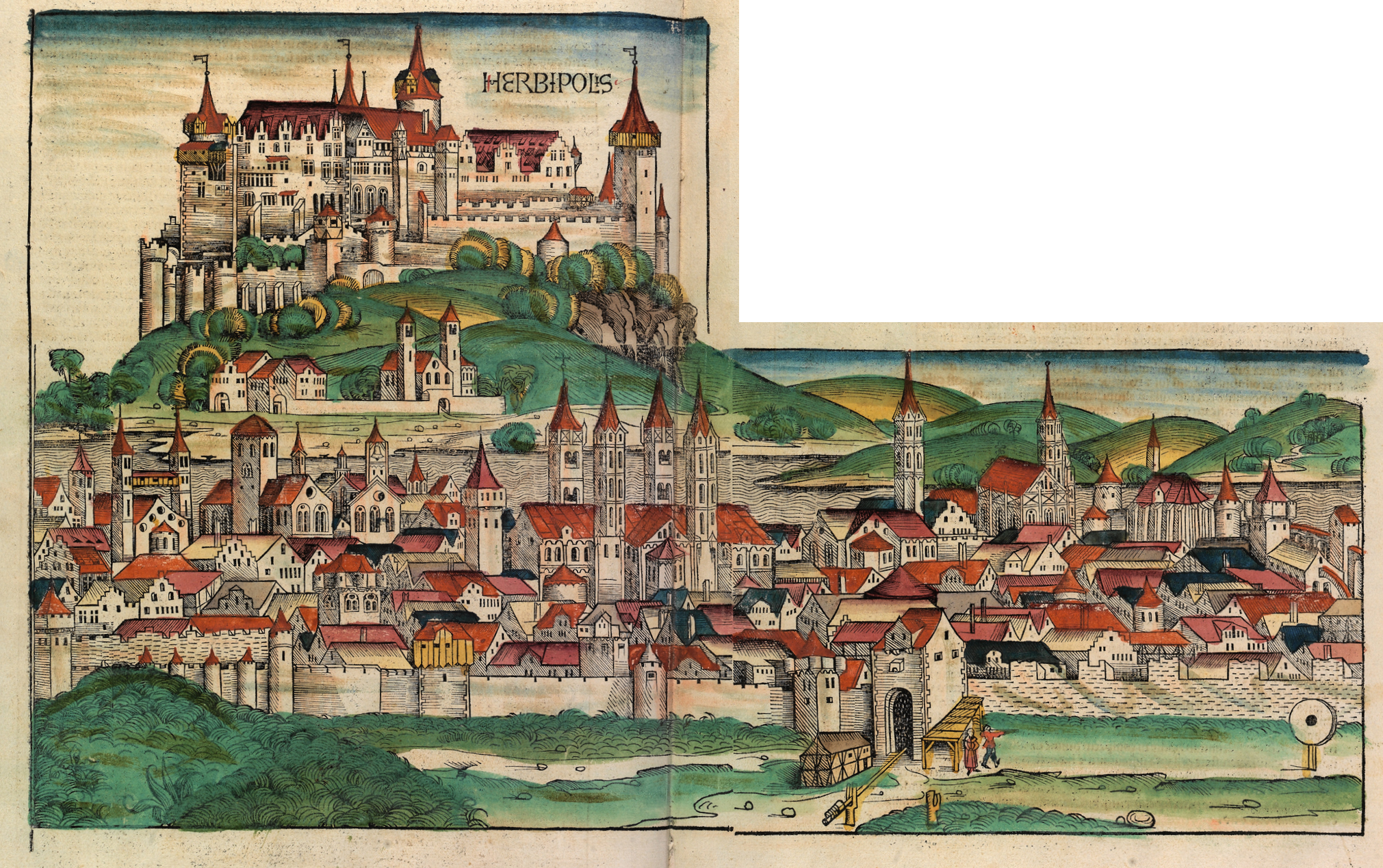
Darstellung Würzburgs im ausgehenden Mittelalter, Schedelsche Weltchronik von 1493, Blatt CLIX verso/CLX recto, Die Festung Marienberg wird ohne perspektivische Verkürzung von Osten und Norden wiedergegeben. Unterhalb der Festung ist die doppeltürmige Burkhardkirche zu sehen. Auf der anderen Mainseite erkennt man v. l. n. r. das Benediktinerkloster St. Stephan, das St. Magdalenenkloster der Büßerinnen (heute Karmeliterkirche; siehe Karmelitenkloster Maria Magdalena (Würzburg)), die Franziskanerkirche, den viertürmigen Dom, rechts davon die Neumünsterkirche, die Marienkapelle und die Dominikanerkirche (heute Augustinerkirche). Die in den Jahren 1473 bis 1488 erneuerte Mainbrücke wird nicht abgebildet. Der Eingang zur Stadt wird im Vordergrund durch das Rennweger Tor dargestellt. Im Vorgelände befindet sich ein Schießübungsplatz mit Schützenscheibe.

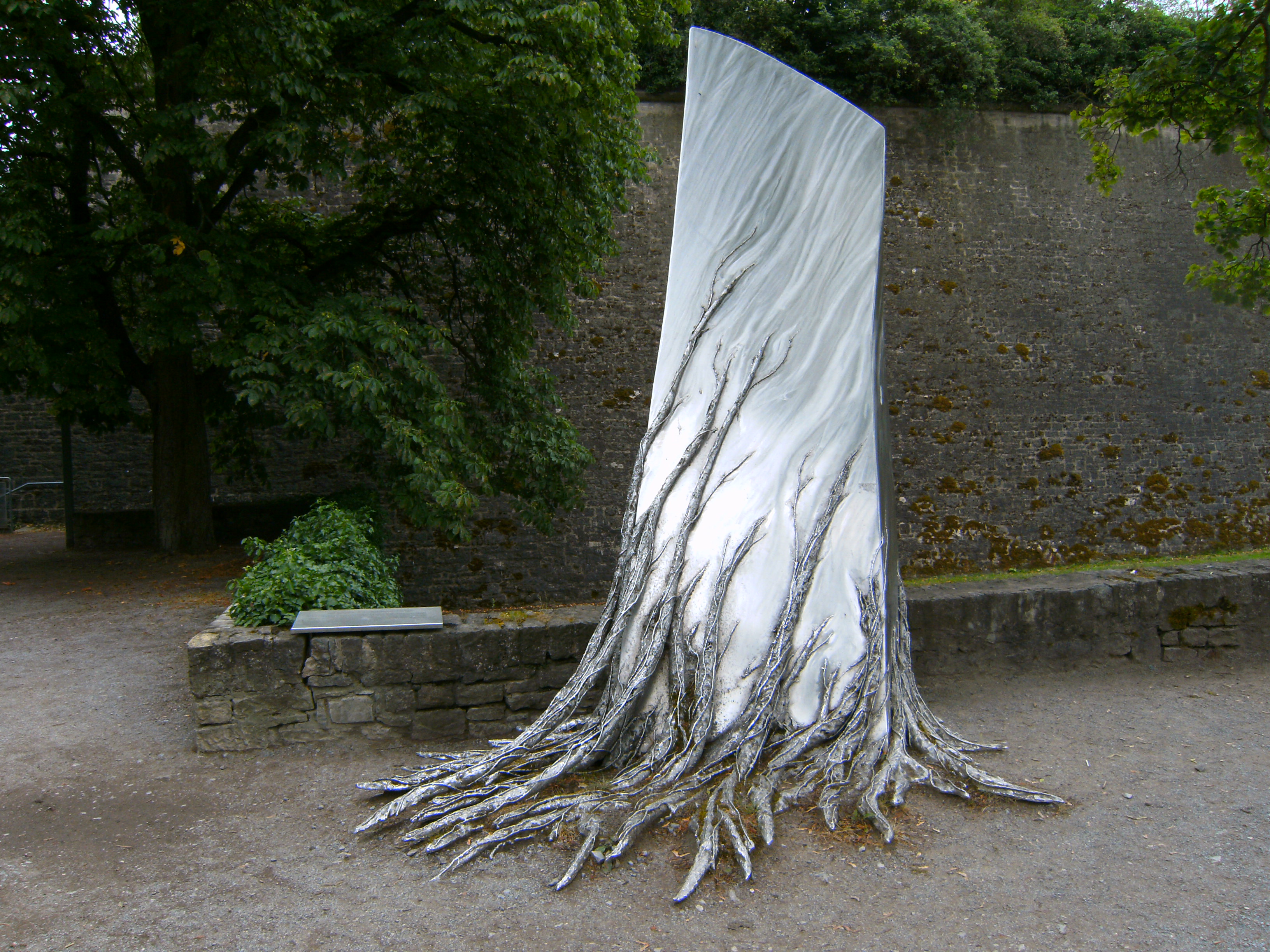
Festung Marienberg, Würzburg: Erinnerung an den Bauernkrieg, Denkmal vor den Festungsmauern.

Bischofsstadt wurde Würzburg mit der am 13. Oktober 1030 ausgestellten Urkunde von König Konrad II., womit er dem Würzburger Bischof das Münzrecht, Zollrecht und Marktrecht sowie die Gewalt über die Mainfähre und die Gerichtsbarkeit über die Bürgerschaft übertragen hatte. Bischöfliche Schultheißen verhandelten Rechtsfälle im Salhof (zwischen Dom und Neumünster). Als Hochstiftsvogte den Blutbann (die Hohe Gerichtsbarkeit) über die Bürgerschaft sowie als Burggrafen die Militärgewalt hatten die Grafen von Henneberg inne.
Im 11. Jahrhundert gelangte eine Silbermünze aus Würzburg bis auf die Färöer, wie der Münzfund von Sandur belegt. Das erste Ritterturnier auf deutschem Boden wurde 1127 in der Stadt ausgetragen.
Von 1120 bis 1133 entstand Würzburgs erste steinerne Brücke, für die nach ihrem Verfall die heutige Alte Mainbrücke gebaut wurde.
In Anwesenheit von König Konrad hielt Bernhard von Clairvaux 1146 auch in Würzburg seine Kreuzzugspredigten.
Am 17. Juni 1156 heiratete Friedrich I. Barbarossa in Würzburg, wo er bereits 1152 einen Hoftag abgehalten hatte, in zweiter Ehe die noch sehr junge Beatrix von Burgund, Tochter des Grafen Rainald III. und Erbin der Freigrafschaft Burgund (heute Franche-Comté). Der weltliche Teil der Hochzeitsfeierlichkeiten fand im Königshof der Hohenstaufen, dem alten Salierhof auf dem Girberg (auch Girsberg genannt) am Nordfuß des Marienberges in der Nähe der heutigen Deutschhauskirche statt. Auf dem Reichstag zu Würzburg im Sommer 1168 wurde der damalige Bischof Herold durch Friedrich I. Barbarossa mit der Herzogswürde und damit neben der bischöflichen auch der weltlichen Macht belehnt. Die Bischöfe der Stadt konnten sich mit diesem „Güldene Freiheit“ genannten, mit der kaiserlichen Goldbulle besiegelten Privileg fortan Fürstbischöfe nennen und den Titel „Herzog in Franken“ führen.
Bei einem weiteren Hoftag, im Januar 1180, wurde Heinrich der Löwe als „Friedensstörer und ungetreuer Lehensmann des Königs“ in Würzburg feierlich zum Verlust seiner Reichslehen verurteilt.
1188 wurden staufische Höfe und Eigengüter in der Stadt und dem Bistum Würzburg (curtes et allodia, que habemus tam in civitate Herbipolensi quam in episcopatu) in einem Vertrag zwischen Kaiser Friedrich I. Barbarossa und König Alfons VIII. von Kastilien erwähnt. Der Vertrag regelte die Ehe zwischen Friedrichs Sohn Konrad und Alfons Tochter Berengaria. Der Besitz in Würzburg gehörte mit weiteren 29 staufischen Gütern zur Morgengabe der Braut. Allerdings wurde diese Ehe niemals in die Praxis umgesetzt.
Kurz vor 1200 wurden die Vororte Sand, Pleichach und Haug mit in den Stadtmauerring einbezogen. 1195 ist erstmals das Würzburger Stadtsiegel bezeugt.
Im Jahr 1202 wurde der Würzburger Bischof Konrad von Querfurt von Hofgesinde und Würzburger Bürgern ermordet.
Als Zunft bezeichnete Gemeinschaften gab es in Würzburg von der Mitte des 13. Jahrhunderts bis zur Einführung der völligen Gewerbefreiheit im Jahr 1868. So wurde die Zunft der Schmiede (der bis zum 15. Jahrhundert Schmiede, Schlosser, Huf- und Sensenschmiede sowie Schleifer angehörten) erstmals in einer von dem Würzburger Bischof Berthold II. von Sternberg ausgestellten Urkunde vom 17. März 1279 erwähnt. Im Laufe des 13. und 14. Jahrhunderts kam es immer wieder zu Auseinandersetzungen zwischen den Zünften der Stadt und dem amtierenden Fürstbischof. Höhepunkt dieser Streitigkeiten bildet die Würzburger Zunfturkunde, welche in der mittelalterlichen Forschung als „beachtlichstes Stück der Zunftsiegelüberlieferung“ gilt. Für die traditionsreiche Fischerzunft Würzburgs ist im Zusammenhang mit dem Fischertanz am zweiten Pfingstfeiertag seit 1508 das Fischerstechen auf dem Main belegt.
Am 11. Januar 1400 wurden seit 1250 andauerndene Auseinandersetzungen zwischen der sich auflehnenden Bürgerschaft und den seit 1253 von der Festung Marienberg aus regierenden Bischöfen in der Schlacht von Bergtheim zu Gunsten des bischöflichen Stadtherrn entschieden. Damit verlor die Stadt Würzburg ihre politische Selbstständigkeit; zudem wurden die Zünfte zunächst verboten und deren Mitglieder kirchlich orientierten Bruderschaften zugeordnet.
Zu den ersten Klostergründern in Würzburg gehörten die sich zwischen 1212 und 1230 niedergelassenen Karmeliter. 1221 folgten die Minoriten und etwas später die Dominikaner sowie die Dominikanerinnen von „St. Marx“. 1319 entstand am Hauger Tor das bald überregional bekanntgewordene Bürgerspital zum Heiligen Geist als Stiftung. Weitere zuvor bereits im 12. Jahrhundert entstandene, heute nicht mehr vorhandene, Spitalstiftungen waren das von Lorenz Fries genannte St. Margarethen (Margaretenspital, entstanden um 1100, zum Kloster St. Stephan gehörig und in dessen Nähe gelegen bis etwa 1344 bestehend) und kurze Zeit später entstanden St. Aegidius/St. Dietrich (das Dietricher Spital oder St. Dietrichspital, wo etwa Süßkind von Trimberg und der in einem Domherrenhof, dem Kestlerhof (heute Heideckerhof), wohnhafte Wundarzt Ortolf von Baierland gewirkt haben sollen) und das Anfang des 12. Jahrhunderts wahrscheinlich vom Fürstbischof Emehard gestiftete St. Oswaldspital (ab etwa der Mitte des 12. Jahrhunderts den Brüdern des heiligen Spitals zu Jerusalem übertragen und zwischen 1220 und 1230 zum St. Johannesspital oder Johanniterspital geworden) „im Sande“ (in der Sanderau). Der Johanniterorden ist urkundlich nachweisbar 1195 in Würzburg ansässig. Das Johanniterspital, in dem neben Pilgern auch Kranke aufgenommen wurden, bestand bis ins 14. Jahrhundert.
Das erwähnte St. Dietrichspital geht auf ein von dem Dompropst Otto vor dem Bischofshof (am Markt bzw. Kürschnerhof, wo später die Bekleidungshäuser K & L Ruppert sowie Völk ansässig wurden) errichtetes, und diesem urkundlich 1144 durch den Bischof Embricho übertragenes Hospital zurück. Namentlich erwähnt ist es 1184 als hospitale sancti Egidii, 1211 als domus sancti Egidii et beati Theoderici und 1218 als sancti Egidii et sancti Theoderici. Patrone waren also St. Ägidius und St. Dietrich. Das St. Egidius-Spital wurde 1205 einer „Bruderschaft der Kapläne“ (eine auch als Liebfrauenbruderschaft auftretende Genossenschaft von Vikaren des Domes und der Nebenstifte Neumünster und Haug) übertragen. Im 13. Jahrhundert wurde es dann seltener St. Egidius bezeichnet, sondern häufiger dem heiligen Theodoricus bzw. Dietrich zugeordnet. Etwa ab Mitte des 13. Jahrhunderts stand der Würzburger Domdekan dem St. Dietrichspital vor. Das ursprünglich wohl der Beherbergung mittelloser Reisender dienende Hospital nahm auch Kranke auf. Zuletzt war das Spital vor allem eine Unterkunft für Personal des Domkapitels. Die dem Vikar St. Egidii des Domstifts obliegende Seelsorge wurde 1480 der Dompfarrei übertragen.
Zu Würzburgs ersten namentlich bekannten Ärztinnen gehört die Jüdin Sara. Ihr wurde 1419 durch ein Landgerichtsurteil ein Nutzungsrecht der Güter von Friedrich von Riedern zu Lauda erteilt.
Neben den Spitälern gab es sogenannte Siechenhäuser, in denen vor allem Personen mit ansteckenden Krankheiten aufgenommen wurden. Einige waren als Sondersiechenhäuser spezialisiert auf die Unterbringung von Leprakranken (im Leprahaus, domus leprosorum), andere auf die von Pestkranken (Pestausbrüche in Würzburg sind ab 1356 belegt, etwa 1436 mit 4000 Opfern). Um 1494 wurde ein Beginenhaus zur Unterbringung von Pestkranken, ab Dezember 1496 auch für die an Syphilis erkrankten „frantzosischen lewtt“, genutzt (wahrscheinlich das dem Kloster St. Stephan gehörende, ehemalige Beginen-Haus „Zur Hohen Zinne“ in der Hörleingasse, wo Terziarinnen vom hl. Franz von Assisi lebten, die 1460 die Augustinerregel übernommen haben). Das seit dem 14. Jahrhundert nachweisbare Siechenhaus vor dem Sander Tor wurde erst später Seuchenlazarett (domus leprosorum). Syphiliskranke Männer wurden ab Januar 1497 im sogenannten „Franzosenhaus“, dem ehemaligen Frauenhaus zum Esel an der Stadtmauer (zuvor ein Elisabethenhaus und von Elisabeth Fuchs, der Witwe des Würzburger Bürgers Wolf Fuchs, 1358 gestiftetes Wohnheim für zehn arme Frauen im Inneren Graben, wo dem ursprünglich nur aus einem Raum bestehenden Frauenhaus 1487 auf dem Nachbargrundstück ein zweigeschossiges Frauenhaus hinzugefügt wurde, wo 1497 sechs und Anfang des 16. Jahrhunderts 14 Frauen in Abhängigkeit des Frauenwirts lebten) aufgenommen (die Frauen verblieben im Beginenhaus), ausländische wurden abgeschoben. Bis 1455 war es Brauch, dass der Schultheiß und Spielleute am Johannistag auf Kosten der Stadt vom Frauenwirt ein Mahl erhielten. Diese erste Würzburger Syphilitiker-Asyl bestand bis 1536 und wurde durch ein neues seit 1572 durch einen Chirurgus versorgtes „Franzosenhaus“, das unter dem Namen „Elisbethenpflege“ als Pfründnerinnenanstalt geführt wurde.
Im St. Dietrichspital (siehe oben) kam Personal von Angehörigen der Würzburger Stifte zur Aufnahme, wenn es an Syphilis erkrankt war.
Fürstbischof Johann von Egloffstein gründete am 10. Dezember 1402 die Universität Würzburg als Hohe Schule zu Würzburg. Kurz nach dem Tod des Fürstbischofs musste der Lehrbetrieb aus Geldmangel und anderen Gründen ausgesetzt werden. Am 19. Juli 1476 wurde der Prediger Hans Böhm – in Würzburg vor allem bekannt als „Pfeifer von Niklashausen“ – wegen Häresie in einem Ketzerprozess verurteilt und auf dem Scheiterhaufen verbrannt.
Der erste namentlich genannte Apotheker im heutigen Sinn war 1406 Meister Heinrich der Apotheker († 1445 oder 1446). Er war vereidigter Apotheker, Hofapotheker der Würzburger Bischöfe und wurde 1445 von Stadtsteuer und „Beth“ befreit. Ebenfalls von Steuern befreit war sein Nachfolger Johannes Weyer, der ebenfalls (nach dem in der Fassung von 1482 erhaltenen Apothekereid) vereidigt wurde. Als Standort einer „alten Apotheke“, ein Lehen der Domkustorei, ist in einem Kaufbrief von 1463 „auf den Greden“ (Stufen einer großen Treppe) unter der Oberratsstube am Kürschnerhof in der Domstraße angegeben. Die Kompetenzen der Apotheker regelte etwa eine Medizinalordnung von 1502, in der die Aufgaben von Apothekern und Ärzten deutlich abgegrenzt wurden. Erlassen hatte diese für das ganze Hochstift geltende Medizinalordnung der Bischof Lorenz von Bibra, maßgeblich beeinflusst von seinem Leibarzt Burckhard von Horneck (um 1440–1522).
Der 1450 von Johannes Gutenberg erfundene Buchdruck mit beweglichen Lettern begann in Würzburg 1479 mit dem ehemaligen Straßburger Drucker Georg Reyser, dessen Drucke im Hochstift weite Verbreitung fanden.
Im Deutschen Bauernkrieg wurde die Festung Marienberg im Mai 1525 erfolglos berannt. Die aufständischen Bauern erlitten bei Würzburg eine schwere Niederlage. Das Bauernkriegsdenkmal am Ende der Tellstiege zwischen Alter Mainbrücke und der Festung Marienberg erinnert an die Haufen der Bauern und ihre Anliegen, die in zwölf Artikeln proklamiert wurden. Besonders wurden persönliche Freiheit, Ende der Erbuntertänigkeit unter den Fürstbischof und Mäßigung bei Steuer- und Fronforderungen gefordert. Das Denkmal stellt mehrere Wurzeln dar, die an einer schräg gestellten Mauer empor ranken und oben absterben. Tilman Riemenschneider soll sich als Mitglied des Stadtrates auf die Seite der Bauern gestellt haben und wurde deshalb auf der Festung Marienberg gefoltert und inhaftiert. Das historische Gasthaus Hof zum Stachel (in der Gressengasse) war damals ein Treffpunkt der aufbegehrenden Bürger und Bauern und war für Eingeweihte am Morgenstern (Stachel) als Wirtshausschild zu erkennen.

## Leprosorien in Würzburg
In Würzburg und seiner Umgebung sind nach Daten der Gesellschaft für Leprakunde gleich fünf Leprosorien nachweisbar, die zwischen 1088 und 1380 gegründet worden sind. Dies sind im Einzelnen:
- ein „Hospiz für Kranke und Aussätzige“ neben der Margaretenkapelle am ehemaligen Stephanskloster, das seit 1088 nachweisbar war.
- ein „Sondersiechenhaus“ am Wöllriederhof[47] zwischen Würzburg und Rottendorf, das seit 1245 nachweisbar ist. Dieses Siechenhaus ist 1340 an das Bürgerspital zum Heiligen Geist übergegangen.
- ein „Sondersiechenhaus“ (domus leprosorum) auf dem Anger vor dem Sander Tor („in Arena ante portam Sande“) das als ein von Weingärten umgebenes Siechenhaus seit 1322 nachweisbar ist und damals außerhalb der Stadt lag.[48] Dies wurde ab 1542 ein Pestkrankenhaus[49] und 1620 ein Pfründnerhaus für alte Dienstboten. Das dem heiligen Nikolaus geweihte Gebäude (1344 leprosorium im Sande prope Herbipolim genannt) befand sich in der Nähe des heutigen Ehehaltenhauses (Daneben befindet sich eine St.-Nikolaus-Kapelle).
- ein weiteres „Sondersiechenhaus“ (domus leprosorum, 1349 urkundlich siechhus an unser Frawenberg genannt) vor dem linksmainischen Zeller Tor in der Nähe des Alten Wachhauses, das über eine der Mutter Gottes, dem heiligen Nikolaus und allen Heiligen geweiht war und später an den Fuß des Steinbergs (Veitshöchheimer Weg) verlegt wurde (Der sogenannte Leprosenstein (ein Kreuzigungsrelief aus der Mitte des 14. Jahrhunderts) des Siechenhauses vor dem Zeller Tor kam in die Kirche St. Burkhard[50]).

## Renaissance, Reformation und Gegenreformation

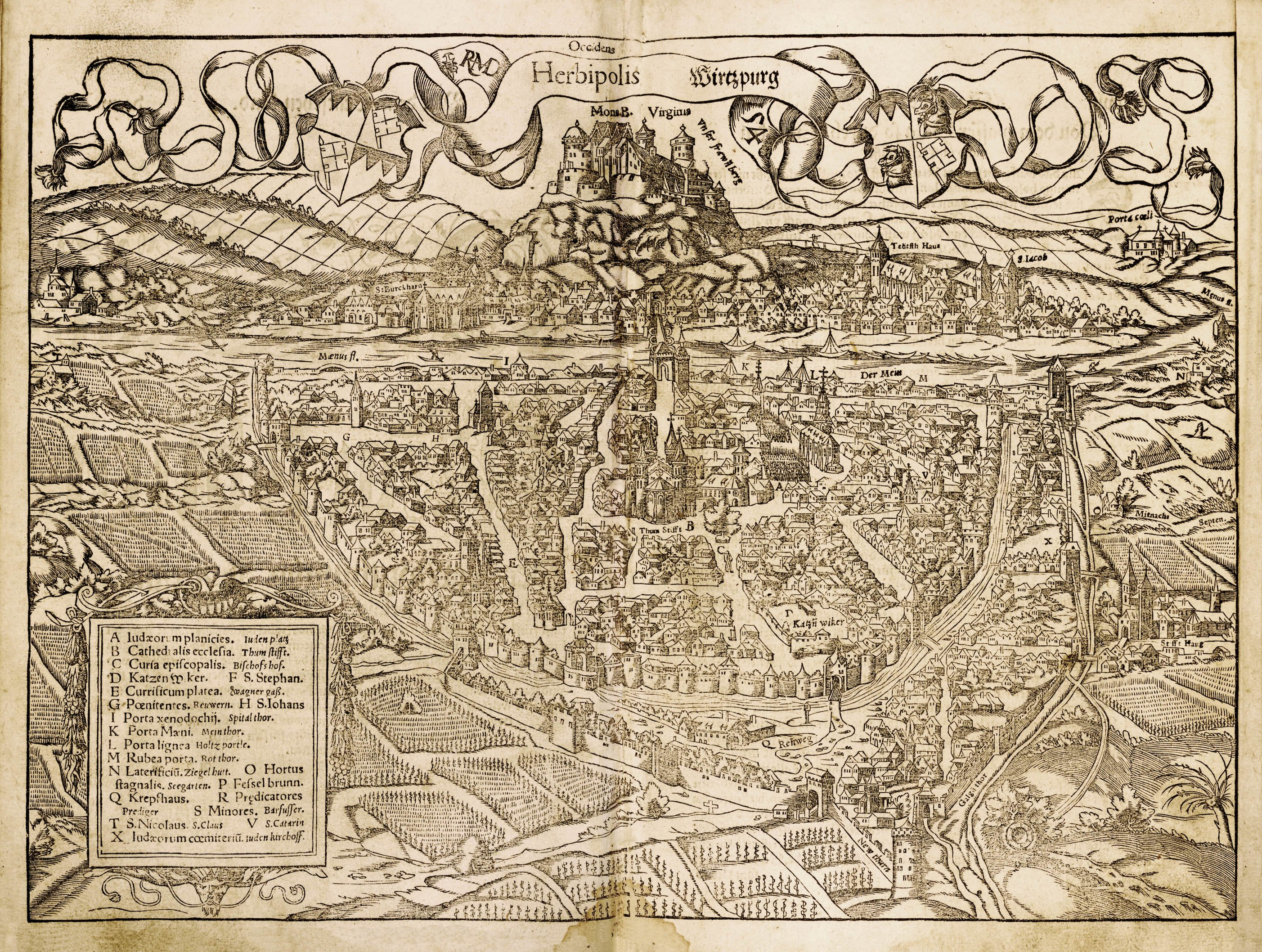
Würzburg („Wirtzpurg“), von Hans Rudolf Manuel Deutsch, in der Ausgabe von 1548 der Kosmographie von Sebastian Münster

Unter dem die Renaissance in Würzburg einleitenden und die Echter-Stil (auch „Julius-Stil“). initiierenden Fürstbischof Julius Echter von Mespelbrunn wurde 1573 das am 12. März 1597 offiziell gestiftete Juliusspital errichtet, die 1572 zusammen mit der Hofbibliothek (und einer wertvollen Prachthandschrift der Bischofs-Chronik von Lorenz Fries) abgebrannte Festung Marienberg als Renaissanceschloss wiedererrichtet sowie 1582 im Zuge der Gegenreformation die Universität Würzburg (nach ihm später Julius-Maximilians-Universität genannt) wiederbegründet.

## Hexenverfolgungen in Würzburg
Zwischen 1603 und 1630 gab es zahlreiche Prozesse gegen angebliche Hexen. Alleine in Würzburg gab es mehrere Hexengefängnisse; mögliche Gefängnisse sind hier der Hexenturm (oder Feichelturm) in der Otto-Straße, der Schneidturm in der Pleich und das Lochgefängnis im Rathausturm Grafeneckart (benannt nach einem als Stellvertreter der Grafen von Henneberg um 1193 wirkenden Vizegrafen Eggehardus). Selbst diejenigen, welche unter Folter nicht gestanden, wurden nicht frei gelassen und später, meist auf dem Scheiterhaufen, hingerichtet. Im ganzen Stift wird von über 900 Getöteten, in der Stadt Würzburg von etwa 200 ausgegangen. Es existiert eine Namensliste mit 157 Personen und weiteren 219 Opfern alleine für die Stadt Würzburg.
Am 21. Juni 1749 fand der letzte Hexenprozess in Würzburg statt. Die Subpriorin des Klosters Unterzell, Maria Renata Singer von Mossau, wurde nach ihrer Enthauptung auf dem Marienberg am Hexenbruch verbrannt.

## Besetzung durch die Schweden (1631–1634)

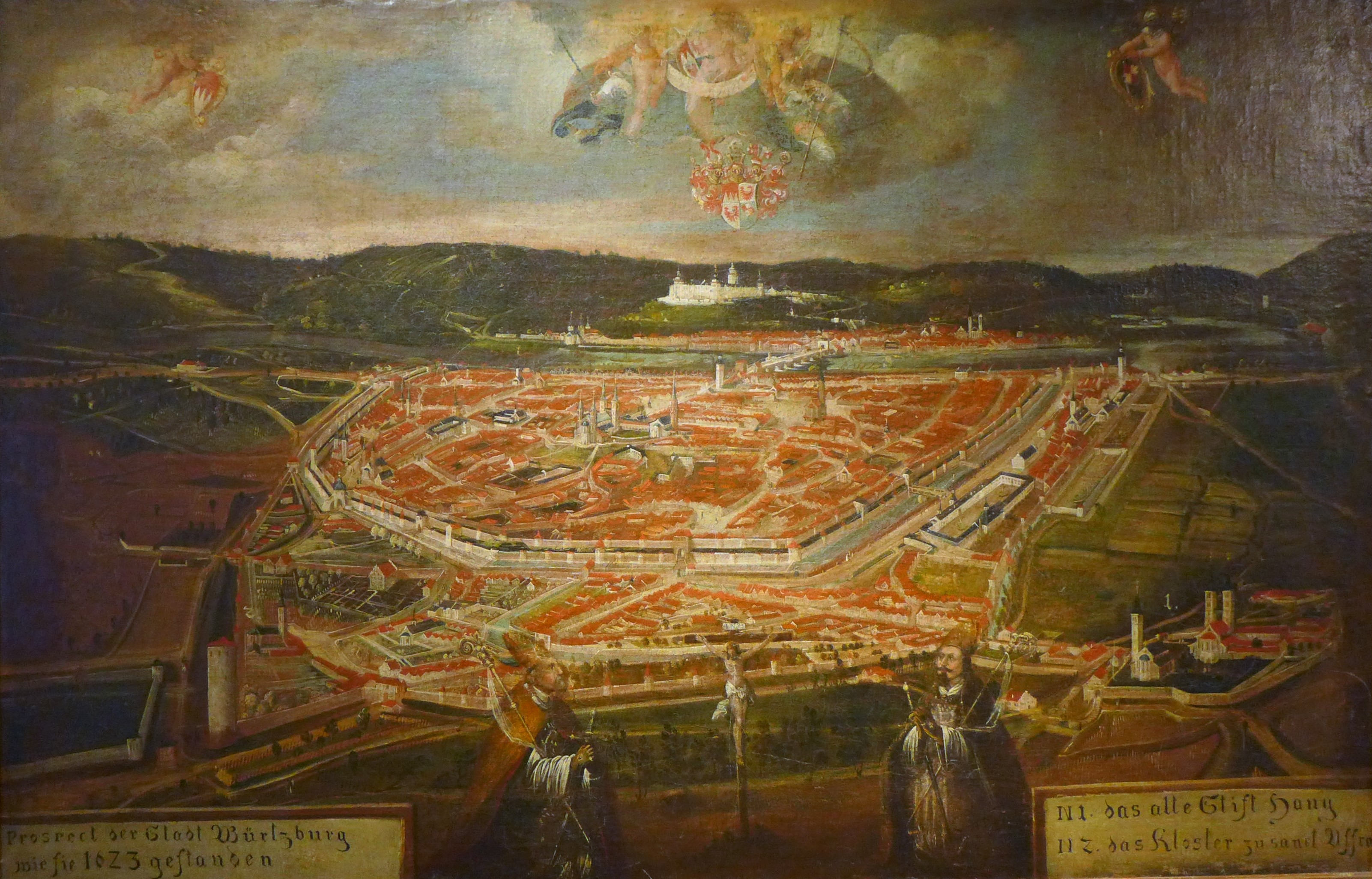
Ansicht Würzburgs von Nordosten zu Beginn des Dreißigjährigen Krieges, 1623, Ölgemälde von Hans Ulrich Bühler (Fürstenbaumuseum Würzburg); Im Vordergrund knien der regierende Fürstbischof Adolf von Ehrenberg (reg. 1623–1631) und dessen Onkel Julius Echter von Mespelbrunn (reg. 1573–1617). Das Würzburger Stadtbild ist geprägt von den Neubauten der Echterzeit und weist gleichzeitig veraltete Befestigungsanlagen auf.

In den Wirren der Reformation lag der Schwerpunkt der Sicherheitspolitik der Fürstbischöfe auf der Bündnispolitik. So hatte Julius Echter 1609 die Katholische Liga mitbegründet. Deshalb wurden die Befestigungsanlagen der Stadt und des Schlosses (heute Festung genannt), die noch aus dem Mittelalter stammten und nicht mehr dem neuesten Stand entsprachen, nur langsam ausgebaut. So war es für König Gustav II. Adolf von Schweden leicht, im Dreißigjährigen Krieg (nachdem er am 13. Oktober im Schloss von Unterpleichfeld übernachtet hat und seine Soldaten bereits an diesem Tag umliegende Dörfer geplündert haben) am 14./15. Oktober 1631 die Stadt Würzburg zu erobern. Die Grenzfestung des Hochstifts Königshofen wurde bereits am 10. Oktober eingenommen, als die Schweden von Erfurt nach Franken kamen. Im Morgengrauen des 14. Oktober erschien die Vorhut auf dem Greinberg nordöstlich von Würzburg. Ein Trompeter der schwedischen Truppen verlangte die Übergabe der Stadt, andernfalls würde Würzburg für die Zerstörung Magdeburgs durch die Liga verwüstet. Dazu sprengten die Schweden das Galgentor, plünderten die Vorstadt und steckten über 20 Gebäude in Brand. Um eine Zerstörung zu vermeiden, willigte der Stadtrat in die Kapitulation ein. Am 15. Oktober rückte die schwedische Armee durch das Spitaltor in die innere Stadt ein. Am 16. und 17. Oktober ließ der König das Schloss Marienberg erstürmen, auf dem sich unter dem bayrischen Rittmeister Adam Heinrich Keller von Schleitheim 600 Söldner verschanzten. In einem Blutbad wurden 700 Menschen getötet, darunter viele Zivilisten und Geistliche, wie die Kapuziner Leopold von Gumppenberg, Guardian des Kapuzinerklosters Würzburg, und Simon Elperle. Der kurz zuvor gewählte Fürstbischof Franz von Hatzfeld floh bereits einige Tage zuvor am 11. Oktober mit den Spitzen der geistlichen und weltlichen Verwaltung aus dem Schloss nach Mainz. Bei der Erstürmung wurden viele der Bücher aus der von Julius Echter ausgebauten Hofbibliothek nach Uppsala in Schweden verschafft, um in die dortige Universität eingegliedert zu werden. Ähnlich wurde bei den Bibliotheken der Würzburger Kollegien und der Würzburger Universität verfahren. Am 19. November 1631 zog die Hauptarmee aus Würzburg ab. Vom Abzug der Armee an musste die Stadt alle zehn Tage eine Geldzahlung in Höhe von 1000 Reichstalern leisten. Infolge von Zahlungen in Höhe von 80.000 Reichstalern Anfang sowie 10.000 Reichstalern im September 1634 und weiteren Leistungen an die Schweden verarmte die Stadtbevölkerung mehr und mehr.
Am 7. März 1632 setzte der König den Grafen Kraft VII. von Hohenlohe als Generalstatthalter und Oberkommandanten ein. Am 5. Dezember wurde den Bürgermeistern und dem Rat der Stadt Würzburg der Tod des am 16. November getöteten Schwedenkönigs mitgeteilt. Am 20. Juni 1633 übertrug der schwedische Reichskanzler Axel Oxenstierna das Herzogtum Franken, das aus den Hochstiften Würzburg und Bamberg gebildet wurde, an Bernhard von Weimar. Neun Tage später wurde er feierlich in sein Amt in Würzburg eingeführt. Bernhard strebte eine umfassende Umgestaltung der Verfassungen der beiden Bistümer an. Als er zur Armee der Schweden abreiste, übertrug er die Regierungsgewalt seinem Bruder Ernst dem Frommen. Dieser plante die Errichtung eines protestantischen Staates.
Am 6. September 1634 wurden die vom Herzog kommandierten Schweden in der Schlacht bei Nördlingen geschlagen. Die zurückströmenden schwedischen Regimenter plünderten und raubten in der Stadt. Außerdem brachten sie hochansteckende Krankheiten mit. Bernhard von Weimar kam am 12. September 1634 noch einmal nach Würzburg, verließ die Stadt jedoch am 15. September wieder unter Zurücklassung einer schwedischen Besatzung. Am 14. Oktober 1634 nahmen die Truppen des Kaisers unter General-Feldmarschall-Lieutenant Melchior von Hatzfeldt, dem Bruder des amtierenden Bischofs, die Stadt ein. Am 23. Dezember kehrte der Fürstbischof zurück. Am 15. Januar 1635 kapitulierte dann die schwedische Garnison auf dem Schloss, womit die Zeit der schwedischen Besatzung in Würzburg endete.

## Blüte der fürstbischöflichen Stadt in der Barockzeit

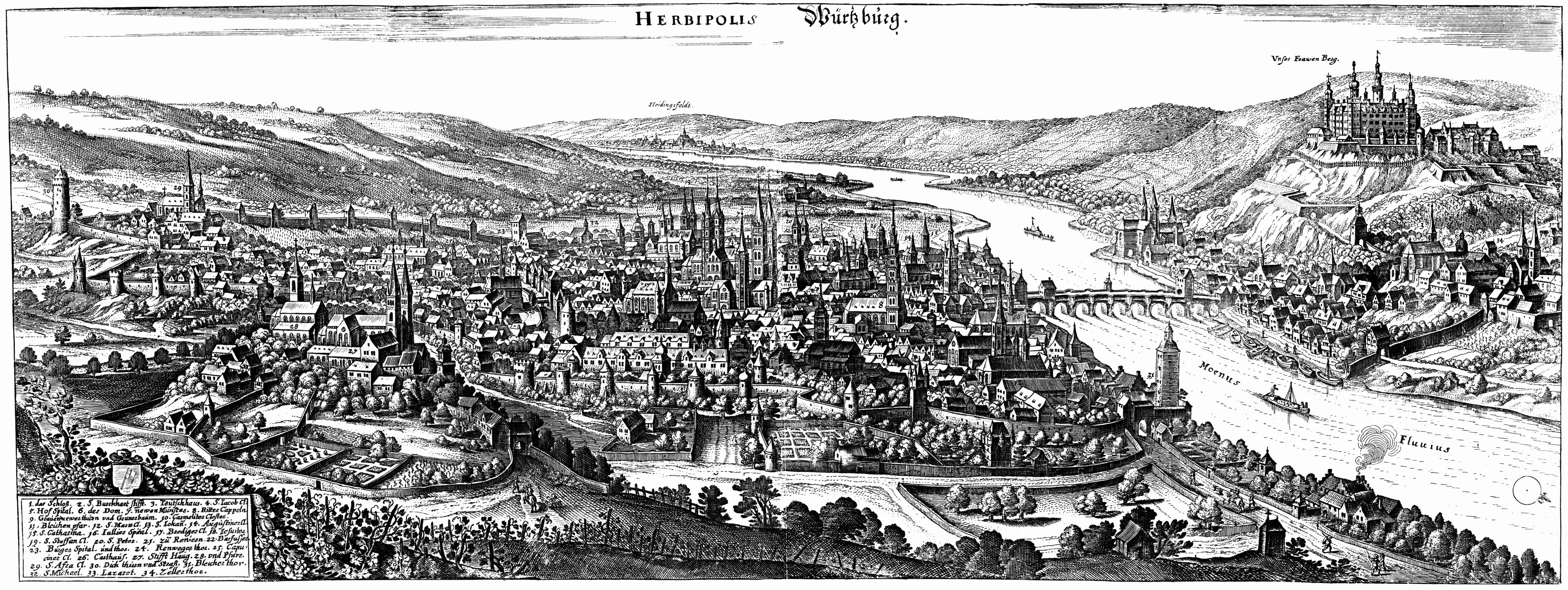
Würzburg von Norden, Stich von Matthäus Merian (Topographia Franconiae, 1648)

Als die Schweden die Stadt und die Marienburg besetzten und mit dem Bau neuer Befestigungen am Nordhang des Marienbergs begonnen hatten, hatte Matthäus Merian 1632 Würzburg porträtiert und damit erstmals eine Ansicht der Stadt von Norden (vom Steinberg aus) geschaffen. Diese Stadtansicht befindet sich im heutigen Museum für Franken und hatte unter anderem Eingang gefunden in Merians Topographia Franconia von 1648, die er Johann Philipp von Schönborn widmete. Eine weitere bedeutende Gesamtansicht Würzburgs von Norden nach einer Zeichnung von Salomon Kleiner erschien 1725 bei Jeremias Wolffs Erben.
Im 16. Jahrhundert waren wieder die zuvor verboten Zünfte (s. o.) vorhanden. 1572 war eine gemeinsame Zunftordnung für Schlosser und Büchsenmacher erlassen worden und im 17. Jahrhundert wurden die Uhr- und Windenmacher angegliedert. Eine nur aus Uhrmachern und Büchsenmachern bestehende Zunft wurde am 16. Februar 1787 eingerichtet, der sich dann noch die Landmeister anschlossen. Bekannte Würzburger Vertreter der Büchsenmacherei waren im 18. Jahrhundert die Büchsenspanner Georg Ignaz Staudinger (1698–1773) und Andreas Hauer (1739–1807). Zu den bedeutenden Würzburger Schlossern gehörten der Hofschlosser Nikolaus Neeb (1664–1734), Johann Georg Oegg, dessen Sohn Johann Anton Oegg (1745–1800) und der domkapitelsche Schlosser Markus Gattinger. Bedeutende Würzburger Hofuhrmacher waren die Kleinuhrmacher Johann Henner (1676–1756) und sein Schwiegersohn Johann Trauner (1720–1772) sowie dessen Nachfolger Georg Joseph Rumpelsberger (1738–1801), Johann Baptist Eyrich (1768–1813) und Johann Jacob Kreuzer (1776–1854). Ebenfalls Hofuhrmacher waren die Großuhrmacher Martin Schipani, Johann Joseph Langschwert (1712–1783) und Andreas Steib (1752–1828). Die Meisterwerke der Uhrmacher finden sich ebenso wie das Meisterstück des Schlossers Markus Gattinger in den Sammlungen des Museum für Franken.
Zu den bedeutendsten, auch überregional bekannten Würzburger Bildhauern des 17. Jahrhunderts gehörte der aus Erbach im Odenwald stammende, jahrzehntelang in Würzburg tätige Johann Philipp Preuß (1605 – um 1687). So schuf er etwa bis 1652/1653 das Neutor in der Festung Marienberg und 1659 die Keilsteinfratzen am Roten Bau des Rathauses. Im Würzburger Dom fertigte er 1667 bis 1669 das barocke Grabmal von Philipp Adolf von Ehrenberg († 1631), einen bis 1945 bestehenden Marienaltar sowie gegenüber davon etwa 1681 das noch vorhandene Epitaph des Dompropstes Franz Ludwig Faust von Stromberg. († 1673). Auch die Grabplatte von Johann Philipp von Schönborn († 1673) stammt von Preuß. Sein zeitweiser Mitarbeiter und Nachfolger als tonangebender Bildhauer in Würzburg und Umgebung, Michael Rieß aus Forchtenberg, und der Karlstädter Bildhauer und Holzschnitzer Johann Caspar Brandt (1652–1701) erlangten keine größere, über Würzburg hinausgehende Bedeutung.

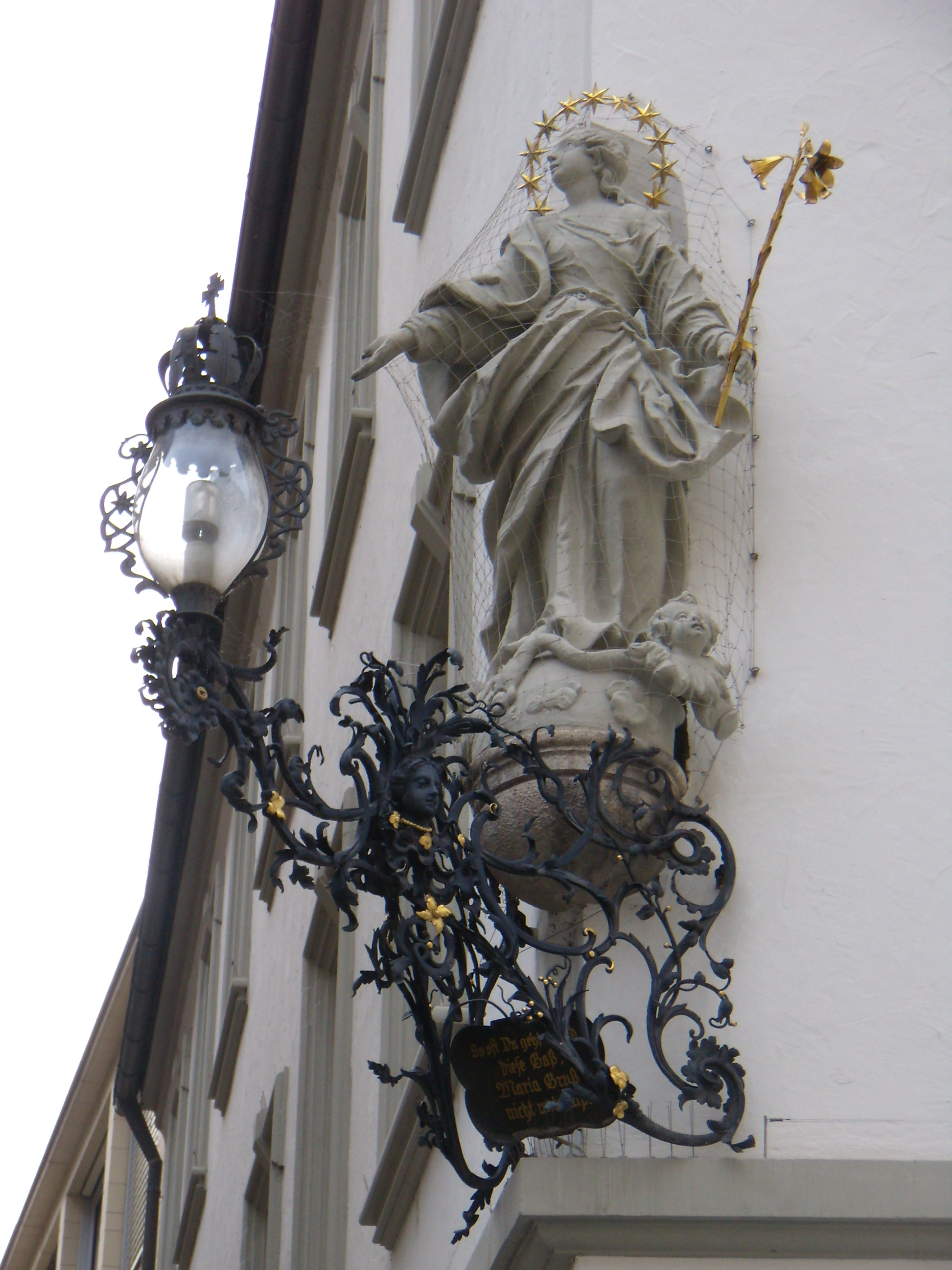
Hausmadonna, Blasiusgasse 9. Darunter ein aus der Schmiede-Werkstatt von Johann Georg Oegg um 1745 angebrachter Leuchterarm

In Würzburg, der „Stadt der 1000 Madonnen“, finden sich barocke Hausmadonnen ab dem Ende des 17. Jahrhunderts, so – falls nicht später angebracht – am 1699 vom Antonio Petrini geschaffenen Portal des ehemaligen Hof Emeringen in der Martinstraße 5. Als bedeutendste Würzburger Hausmadonna gilt die an Bossis Statue in der Schönbornkapelle orientierte Immaculata am Haus Blasiusgasse 9 (das Original befindet sich im Martin von Wagner-Museum). Eine nach 1945 ins Mainfränkische Museum verbrachte, de victoria („Vom Siege“) betitelte Hausmadonna (um 1724) des Hofbildhauers Claude Curé war an einem Haus im Inneren Graben 57 angebracht.
Würzburgs erstes Kaffeehaus entstand mit fürstbischöflicher Genehmigung im Jahr 1697 und wurde von dem Kaffeesieder Johann Ernst Nicolauß Strauß, einem am 24. Juni 1695 in der Kirche des Juliusspitals getauften, ehemaligen osmanischen Kriegsgefangenen, betrieben. Weitere, jeweils vom Würzburger Gebrechenamt zu genehmigende Kaffeeschänken entstanden im 18. Jahrhundert. Im frühen 19. Jahrhundert existierten in der Würzburger Innenstadt neun Kaffeehäuser, wovon nicht wenige das Billardspielen anboten.
Unter dem Fürstbischof Johann Philipp von Greiffenclau zu Vollraths kam es zwischen 1699 und 1719 zu bedeutenden Kunst- und vor allem Bautätigkeiten. Zu den bedeutenden Architekten im Hochstift Würzburg nach dem Tod von Antonio Petrini († 1701) gehörte zu dieser Zeit vor allem Joseph Greissing. Für das Stadtbild mitprägend wurde die Würzburger Residenz, deren Bau 1720 begonnen und 1744 abgeschlossen wurde.
Im Jahr 1773 wurde das Würzburger Jesuitenkolleg aufgehoben. (Bis dahin bestimmten die Jesuiten das Geschehen an der Universität Würzburg).

## Ende des Hochstifts und Großherzogtum Würzburg

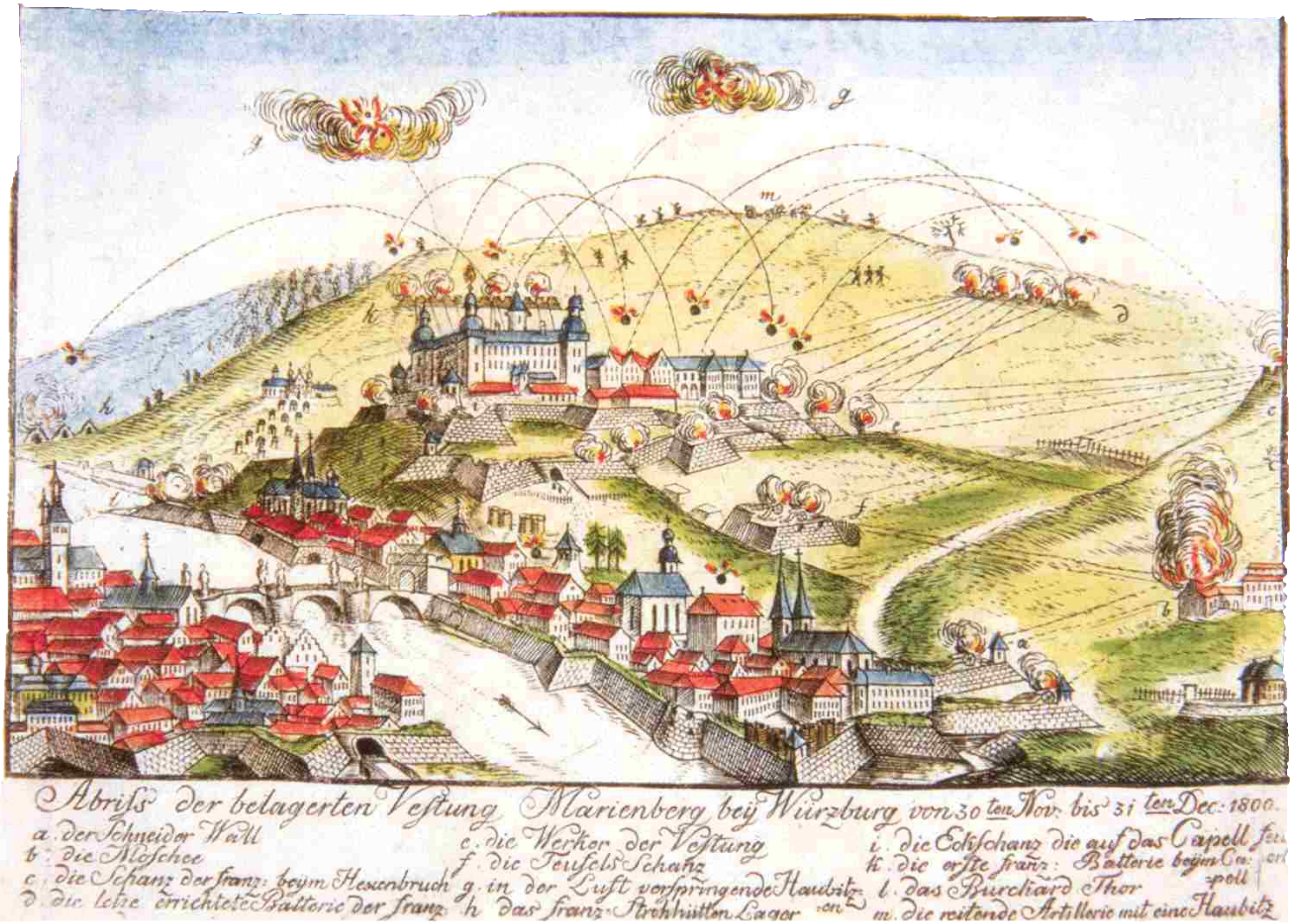
Kupferstich der Belagerung und des Beschusses der Festung Marienberg vom 30. November bis zum 31. Dezember 1800

Würzburg von Norden (etwa 1860)

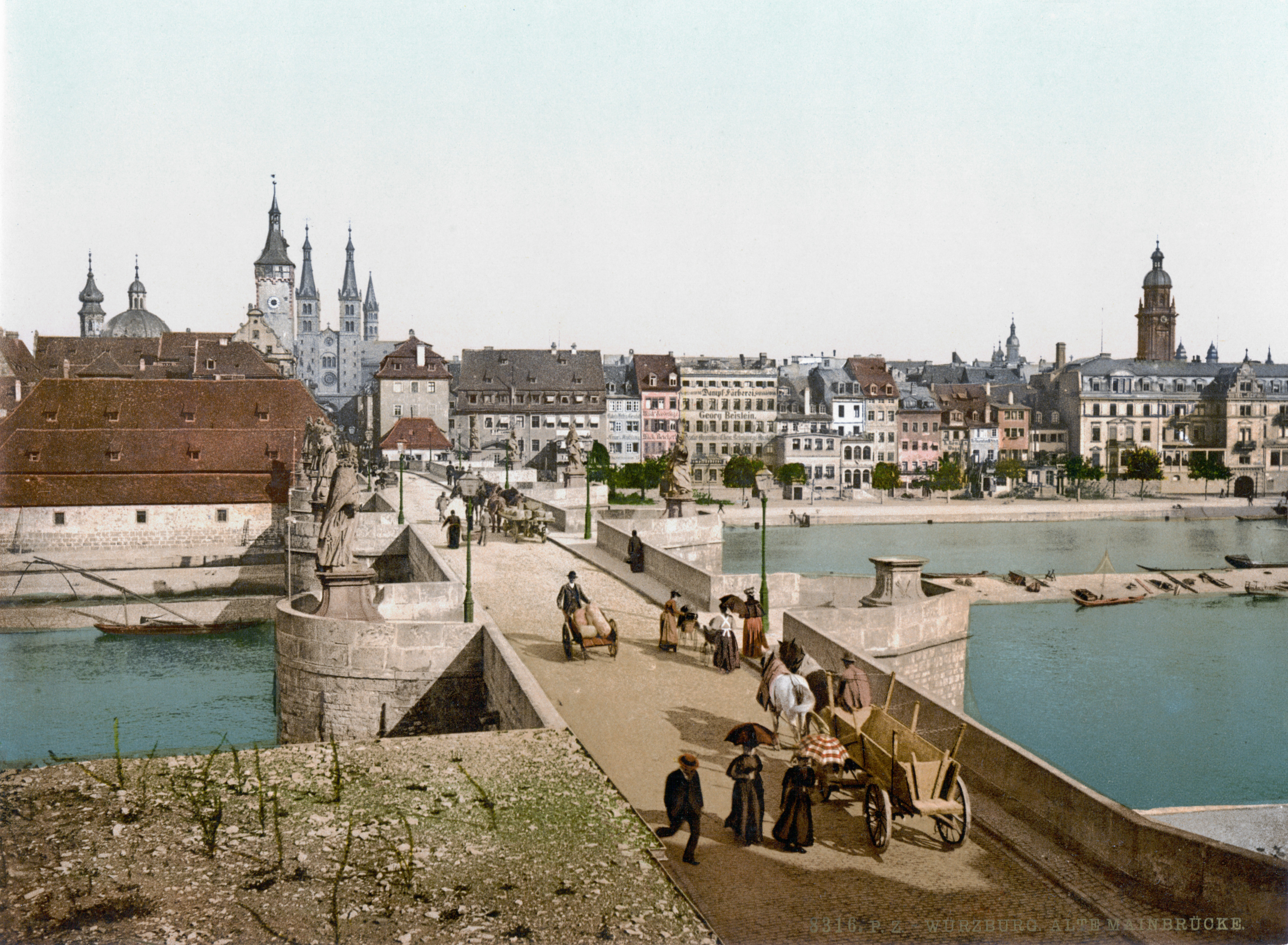
Alte Mainbrücke (um 1900)

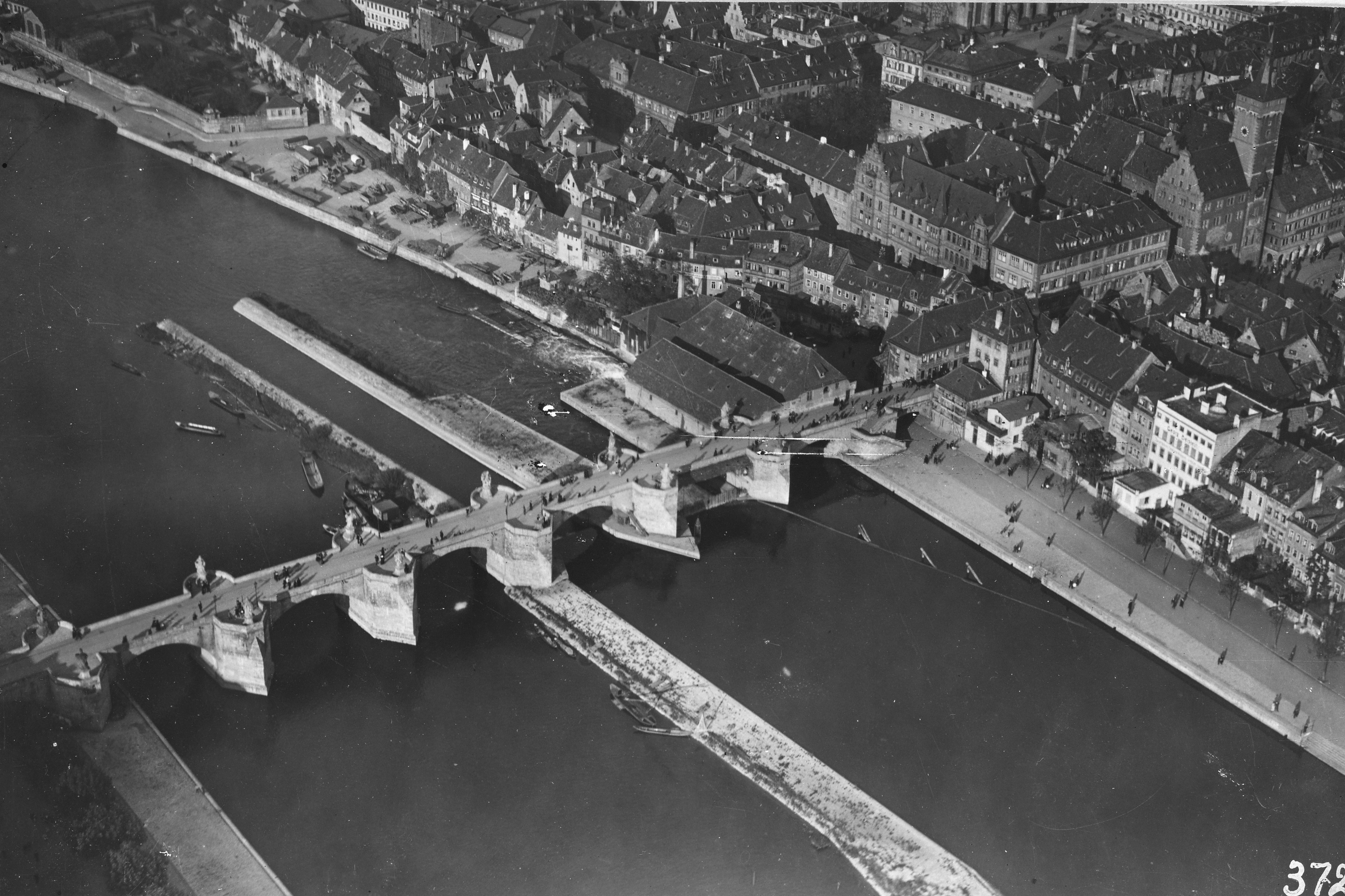
Alte Mainbrücke (um 1920)

Bereits 1796 griff der erste Koalitionskrieg auf Unterfranken über. So besetzte die französische Sambre-Maas-Armee unter Jean-Baptiste Jourdan Würzburg. Anfang September 1796 befreite Erzherzog Karl durch einen Sieg in der Schlacht um Würzburg die unterfränkische Hauptstadt.
Nach dem für Würzburg unglücklichen Ausgang des Zweiten Koalitionskrieges fiel die linke Mainseite erneut an Frankreich, jedoch gab der österreichische Kommandant Dall’Aglio die Festung nicht auf, worauf es wieder zu Kampfhandlungen kam. Daraufhin besetzten Truppen der französisch-batavischen Armee die rechtsmainische Stadt Würzburg. Am 25. Dezember 1800 wurde ein Waffenstillstand geschlossen, durch welchen Dall’Aglio mit allen militärischen Ehren abziehen konnte. Ende April 1801 verließen die französisch-batavischen Besatzungstruppen Würzburg. Dann kehrte, unter großem Jubel der Bevölkerung, der Fürstbischof Georg Karl von Fechenbach nach Würzburg zurück.
1802 wurde Würzburg zum ersten Mal bayerisch: Im Spätsommer 1802, noch vor Erlass des Reichsdeputationshauptschlusses, begannen die weltlichen Fürsten die ihnen zugesprochenen Gebiete zu besetzen. So zog am 3. September 1802 eine kurpfalz-bayrische Division in das Fürstentum Würzburg ein und Würzburg wurde Garnison der pfälzischen Truppen. Mit den Soldaten kam der Feldprediger Karl Heinrich Fuchs, der am 31. Oktober 1802 den wohl ersten öffentlichen evangelischen Gottesdienst Würzburgs seit der Schwedenzeit abgehalten hatte, bevor am 10. Januar 1803 die Religionsfreiheit eingeführt wurde. Am 28. November 1802 dankte der Fürstbischof als weltlicher Fürst ab, blieb weiterhin Bischof der Diözese Würzburg. Einen Tag später schritt Bayern zur offiziellen Besitzergreifung von Stadt und Hochstift. Die bayrische Verwaltung machte sich daraufhin durch die Reformwut, den Verlust ehemaliger Privilegien und die Abschaffung beliebter Feiertage innerhalb kürzester Zeit bei der Bevölkerung unbeliebt. So wurde der bayrische Kurfürst Maximilian I. Joseph, als er im Herbst 1805, bedingt durch den dritten Koalitionskrieg, seinen Hof in München verlassen musste, in Würzburg nur äußerst kühl empfangen.
Am 1. Februar 1806 wurde das beim Frieden von Pressburg aus dem ehemaligen Hochstift gebildete Großherzogtum Würzburg durch den neuen Landesherren Ferdinand III. aus der Toskana in Besitz genommen. Bei seinem feierlichen Einzug in Würzburg am 1. Mai 1806 wurde er mit Jubel begrüßt. Anfang Oktober 1806 kam Napoleon nach Würzburg. Mit ihm kamen einige seiner Truppen: so musste sich die Stadt bei damals etwa 20.000 Einwohnern um die Verpflegung und Unterkunft von etwa 40.000 Soldaten und 9.000 Pferden kümmern.
Weil das Großherzogtum 1806 dem Rheinbund beigetreten war, musste es Kriegsmaterial stellen. So kämpften Truppen mit Würzburgern bei Kämpfen gegen Russland (1807) und in Spanien (1808). 1812 und 1813 kam Napoleon jeweils einmal nach Würzburg. 1813 ließ er die Festung als rückwärtigen Stützpunkt in den Verteidigungszustand versetzen.
Am 8. Oktober 1813 fiel Bayern von Napoleon ab. Großherzog Ferdinand wartete jedoch noch ab. Dies führte dazu, dass am 24. Oktober 1813 eine bayrisch-österreichische Armee, unter dem bayrischen General Carl Philipp von Wrede, Würzburg unter Beschuss nahm. Da der französische Festungskommandant Baron Louis-Marie Turreau de Linière (1756–1816) die Festung „Marienburg“ und das Mainviertel besetzt hielt, er und der Großherzog am 23. Oktober eine Übergabe der Stadt an Wrede verweigerten, entschied man sich, Turreau und seine Truppen auszuhungern, worunter am meisten die Zivilbevölkerung des Mainviertels litt. Turreau gab Ende März 1814 das Mainviertel frei. Nach seiner Kapitulation am 4. Mai 1814 erhielt er mit seinen Truppen freien Abzug. Bald darauf fiel Würzburg zum zweiten Mal und endgültig an Bayern.

## Würzburg im Königreich Bayern
Die nach der Säkularisation des Hochstifts nach 1802 landesherrlich verordneten Einschränkungen des Wirkens von Klöstern, von religiösen Bräuchen und anderen Bereichen religiösen Lebens wurden schon während der vorangegangenen Regierungszeit von Ferdinand III. („Toskanazeit“ genannt) zum Teil wieder zurückgenommen.
Am 24. Oktober 1817 wurde ein Konkordat zwischen dem Heiligen Stuhl und dem Königreich Bayern ratifiziert und 1817 bis 1821 kam es zu einer Neuordnung der kirchlichen Verhältnisse.
Kraft Art. II des am 3. Juni 1814 zwischen Österreich und Bayern abgeschlossenen Vertrages fiel das Großherzogtum Würzburg wieder an Bayern. Am 5. Mai 1814 verließ Ferdinand III. Würzburg und trat in Wien mit Patent vom 21. Juni 1814 das Großherzogtum an die Krone Bayern ab. Der in der Zwischenzeit zum Feldmarschall beförderte und gefürstete von Wrede ergriff am 28. Juni 1814 in der Würzburger Residenz feierlich Besitz vom ehemaligen Großherzogtum und der Stadt.
Diesmal bemühte Bayern sich, die Fehler der ersten Besitzergreifung nicht zu wiederholen. So verfügte der bayrische König, unter anderem nachdem er Würzburg noch 1814 besucht hatte, dass der bayrische Kronprinz Ludwig mit seinem Hof in Würzburg residieren solle. Dadurch wurde der spätere Prinzregent Luitpold 1821 in der Würzburger Residenz geboren.
Die Stadt wurde auch Sitz eines Verwaltungsbezirks, aus dem später der Landkreis Würzburg hervorging. Würzburg erlangte 1817 erneut Hauptstadtfunktion als Hauptstadt des neu geschaffenen Untermainkreises. Dieser wurde 1838 als Regierungsbezirk in Kreis Unterfranken und Aschaffenburg (mit der Königlichen Kreishauptstadt Würzburg) umbenannt und ging später im heutigen Bezirk Unterfranken auf.
1817 gründeten Friedrich Koenig und Andreas Bauer außerhalb der Stadt Würzburg im damals säkularisierten Kloster Oberzell die Schnellpressenfabrik Koenig & Bauer als erfolgreiches Druckmaschinenunternehmen.

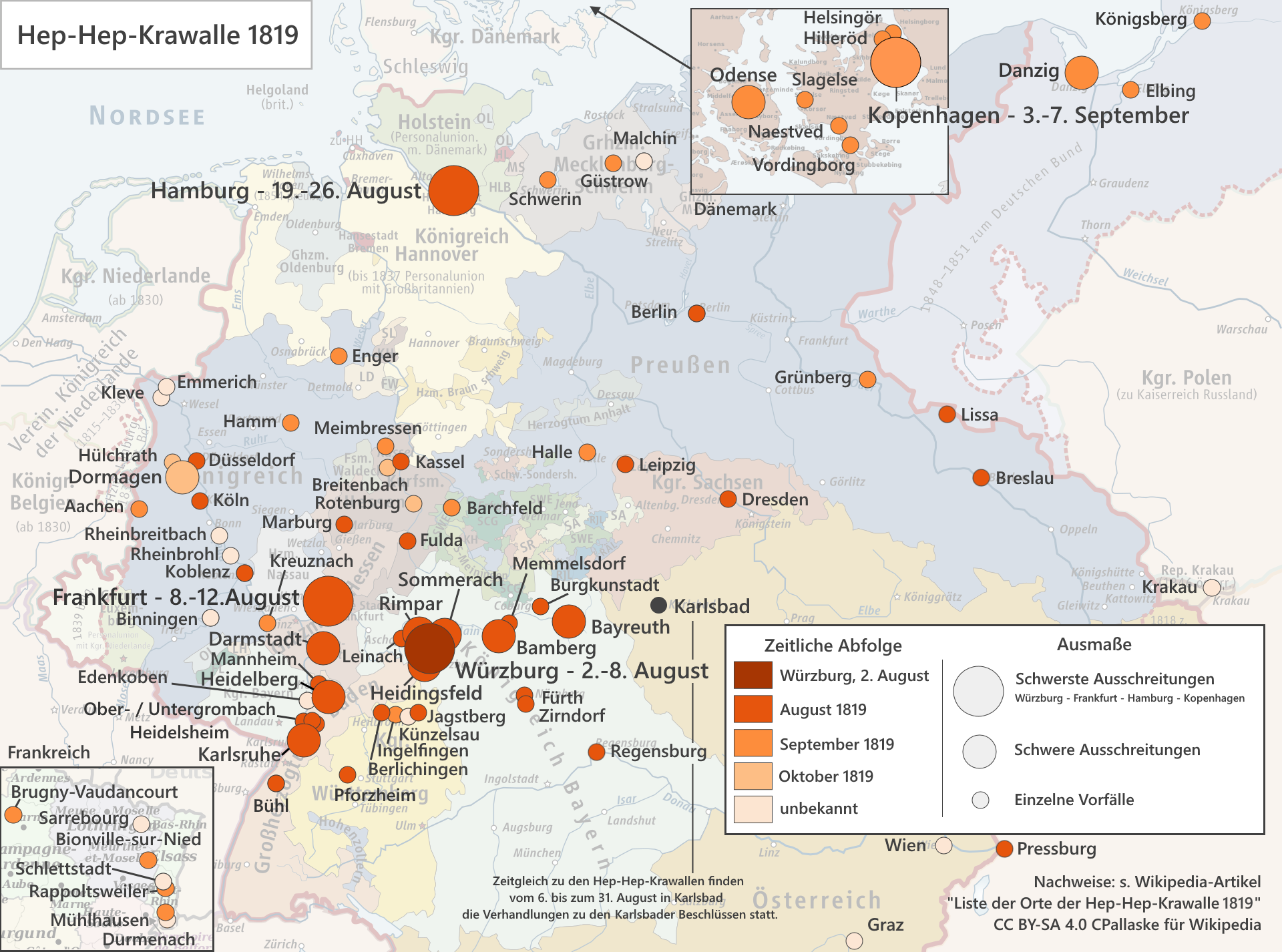
Karte der Hep-Hep-Krawalle 1819

Am 2. August 1819 war Würzburg der Ausgangspunkt der Hep-Hep-Krawalle, die sich gegen jüdische Bürger richteten. Über vier Tage befand sich die Stadt durch massive gewaltsame Ausschreitungen im Ausnahmezustand. Jüdische Geschäfte und Wohnhäuser wurden attackiert und geplündert, Personen körperlich und teils auch mit Schusswaffen angegriffen. Die meisten der etwa 400 jüdischen Bewohnerinnen und Bewohner verließen am 4. August fluchtartig die Stadt. Einer der Angreifer und ein Soldat kamen am 3. bzw. 4. August ums Leben. Polizei und Militär konnten die Lage zunächst nicht unter Kontrolle bringen, zumal sich auch Soldaten an den Ausschreitungen beteiligten. Erst als am 5. August das Militär auf etwa 700 Soldaten aufgestockt wurde und in die Stadt einrückte, beruhigte sich die Lage und die jüdischen Familien kehrten am 8. August wieder in ihre Häuser zurück. In den kommenden Wochen flammte die Gewalt immer wieder auf. Ende August wurde die Würzburger Synagoge verwüstet. Ausgehend von Würzburg kam es an über 80 Orten im Deutsche Bund und über seine Grenzen hinaus (vor allem in Dänemark) zu Ausschreitungen und anderen Vorfällen.
Der Pegel Würzburg wurde 1823 in Betrieb genommen und ist damit der älteste in Betrieb befindliche Pegel am Main. Ab 1823 begannen die Vorbereitungen zur Einrichtung einer Dampfschifffahrt auf dem Main und ab 16. Juni 1842 verkehrte dann regelmäßig ein Dampfboot zwischen Würzburg und Frankfurt.

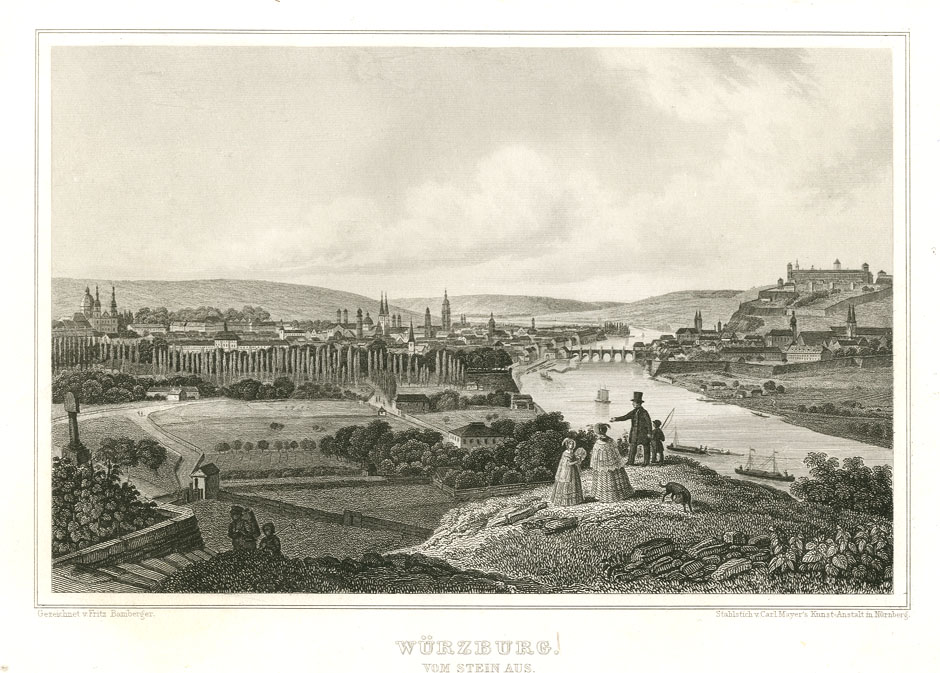
Würzburg vom Stein, Stahlstich 1847

Ab 23. Oktober 1848 fand in Würzburg die erste deutsche Bischofskonferenz, vorbereitet am 22. Oktober in der Wohnung des Würzburger Bischofs, im Speisesaal des Priesterseminars und ab November im Refektorium des Franziskanerklosters statt.
Nachdem Jesuiten im Februar 1853 ihre Volksmission in Dom und Stift Haug betrieben hatten, entstanden am 10. April desselben Jahres in der Neumünsterkirche der Vinzentiusverein für Männer und der St.-Elisabethen-Verein für Frauen. Der Vinzentiusverein eröffnete am 1. Dezember 1853 ein Heim für katholische verwahrloste männliche Jugendliche in einem Gebäude der heutigen Bahnhofstraße 8. Daraus entstand das Vinzentinum, das 1891 im Stadtteil Grombühl ein neues Gebäude erhielt. Nachdem die Jugendlichen anfangs noch in der Hauger Schule Unterricht erhalten hatten, wurde 1886 eine eigene Anstaltsschule errichtet.
Der Elisabethenverein hatte 1854 ein Haus zur Unterbringung hilfsbedürftiger Mädchen in der Bibrastraße 13 erworben und wurde zunächst von Schwestern aus der Kongregation der Töchter des Göttlichen Erlösers betrieben. Das Heim zog dann 1856 zunächst in die Kettengasse 1, danach in das ehemalige Pleicher Schulhaus um und kaufte schließlich ein Gebäude in der Bohnesmühlgasse 16, wo 1867 das neue Elisabethenheim bezogen wurde, das ab 1868 von den Sternschwestern betrieben wurde.
Im Jahr 1853 war am 8. Dezember nach dem Vorbild Adolf Kolpings ein katholischer Gesellenverein entstanden, der in der Wöllergasse sein Vereinshaus hatte. Das Vereinshaus des Gesellenvereins wurde von dessen ab 1863 als solchem wirkenden Vorsitzenden Michael Beckert (1822–1894; seit 1858 Domvikar und danach 1872 Pfarrer von St. Peter) vergrößert. Beckert war zudem treibende Kraft bei der Gründung eines Vereins werdender Mütter, der Vinzenzkonferenz an der Marienkapelle, des katholischen Männervereins und des Marienvereins für katholische weibliche Dienstboten. Der Marienverein ermöglichte dann den Bau eines Marienheimes in der Franz-Ludwig-Straße. Weitere Beispiele für die katholische Vereinsarbeit Ende des 19. Jahrhunderts sind der 1890 gegründete Katholische Arbeiterverein, der sein Vereinshaus St. Burkardushof in der Burkarderstraße 26 und seine Entstehung vor allem dem ultramontanen Dompfarrer Karl Braun (1841–1909) zu verdanken hatte, und der 1892 gebildete Volksverein des katholischen Deutschlands.
Der Anschluss Würzburgs ans Telegrafennetz erfolgte 1850 und der, die Märkte (zum Beispiel für bezahlbares Brennholz) öffnende, an das seit etwa 1828 propagierte Eisenbahnnetz 1854. Am 1. Juli 1854 fand die erste Fahrt auf der Eisenbahnstrecke Schweinfurt-Würzburg statt und am 1. Oktober desselben Jahres wurde die weiterführende Strecke Würzburg-Aschaffenburg eröffnet.
Würzburgs erstes Gaswerk (vgl. Würzburger Versorgungs- und Verkehrs-GmbH#Geschichte) entstand 1855 und wurde mit Holz betrieben. 1874/75 erfolgte die Umstellung auf Vergasung von Kohle zu Koks.
Im November 1859 fand in Würzburg eine Ministertagung mit dem Ziel, eine größere Einheit Deutschlands zu erreichen statt. 1860 und 1864 dort stattgefundene Konferenzen der Kriegsminister zur Etablierung eines sogenannten Dritten Deutschlands neben Preußen und Österreich scheiterten. Siehe hierzu: Würzburger Konferenzen.
Bedeutung auch als Bankplatz gewann Würzburg, nachdem 1822 dort bereits eine der ersten städtischen Sparkassen Bayerns entstanden war, 1864 mit der Eröffnung einer Filiale der Bayerischen Hypotheken- und Wechselbank sowie 1871 mit der Gründung der Würzburger Sparbank e. G. Eine führende Rolle spielten insbesondere jüdische Privatbankiers wie Jakob von Hirsch (dessen Bank bis in die 1860er Jahre bestand) und sein Sohn Julius Jakob Joel von Hirsch (1789–1876), der 1811 eine eigene Bank gegründet hatte. Um 1925 befand sich eine Filiale des Bankhauses Nathan Stern & Sohn im Kontorhaus Kronprinz.
1863 bis 1869 entstand der neue Hauptbahnhof außerhalb der Wallbefestigung. Die ihn mit der Innenstadt verbindende Kaiserstraße wurde von 1872 bis 1874 fertiggestellt (Eine geplante Verlängerung bis zur Eichhornstraße und zum Marktplatz konnte nicht durchgeführt werden, da der Augustinerkonvent sein dazu notwendiges Grundstück des säkularisierten Dominikanerklosters nicht verkaufte). Neben den abgebauten Gleisen des 1864 aufgelassenen alten Bahnhofs wurde 1868 die Ludwigstraße zunächst vor allem als Wohnstraße angelegt.
In Bahnhofsnähe waren in Grombühl zwischen Fabrikstraße und Schweinfurter Straße die Eisengießerei und Maschinenfabrik von Reinhard (1863), die Maschinenfabrik Bohn (1867) und Thalers Kunstwolle Fabrik (1862) entstanden.
Vom 11. bis 15. September 1864 fand in Würzburg die XVI. Generalversammlung der Katholischen Vereine Deutschlands, der 16. Katholikentag, statt (weitere Deutsche Katholikentage 1877, 1893 und 1907).
Im Zuge des Preußisch-Österreichischen Krieges wurden 1866 die Festung (am 27. Juli) und das Mainviertel durch preußische Truppen beschossen und die Stadt bis Anfang September teilweise besetzt. Vor allem Versbach litt im Juli und August des Jahres unter den Einquartierungen bayerischer und preußischer Truppen. Nach Kriegsende besuchte der bayerische König bei seiner Reise durch Franken am 24. November 1866 auch Würzburg. Die Festungseigenschaft für das linksmainische Würzburg (den Marienberg und das Mainviertel) und (nach bereits erfolgter Aufhebung der Festungseigenschaft für das rechtsmainische Würzburg gemäß einer Verfügung vom 26. September König Maximilian am 7. Oktober 1856) damit für das gesamte Stadtgebiet wurde am 7. Mai 1867 aufgehoben (Im Dezember 1856 war bereits mit ersten Abbaumaßnahmen der Stadtbefestigung – Beseitigung von Palisaden und Barrieren vor den Stadttoren, Abbruch der Befestigungen am Sandertor – begonnen worden). 1868 erwarb die Stadt Würzburg die Grundstücksfläche der barocken rechtsmainischen Wallanlagen und das Glacis. Von 1869 bis 1880 fand dann die „Entfestigung“ der Stadt statt. Danach wurden Stadterweiterungsmaßnahmen begonnen wie erste Mauerdurchbrüche im Süden der Altstadt (1869 Sandertor, 1873 Münzgasse und 1880 Ottostraße).
1874 wurde der noch heute bestehende Verschönerungsverein in Würzburg mit dem Pflanzenphysiologen Julius Sachs als erstem Vorsitzenden gegründet. Durch Aufkauf und Aufforstung von Grundstücken schuf der Verein bis 1914 Erholungsgebiete auf den Höhen des Maintals, so 30 Hektar mit dem von ihm ausgestalteten Würzburger Steinbachtal, 60 Hektar auf dem Nikolausberg, 7 Hektar des Bismarckwäldchens auf dem Steinberg und 14 Hektar der Gerbrunner Anhöhe-Sieboldshöhe. Der Verschönerungsverein errichtete unter anderem den Aussichtsturm Frankenwarte und initiierte die Wiederherstellung des durch sein mutmaßliches Grabmal des Minnesängers Walther von der Vogelweide bekannten Lusamgärtchens.
Unter Bürgermeister Georg von Zürn wurden seit dem Erlass der Gemeindeordnung 1869 neben der Entfestigung und der damit verbundenen, ab 1880 von Jens Person Lindahl gestalteten Ringparkanlage, an deren Ausgestaltung auch der Verschönerungsverein mitbeteiligt war, weitere Baumaßnahmen sowie zahlreiche Reformen und Investitionen in die Wege geleitet. So wurde 1871 die Schulgeldfreiheit eingeführt. Die Artilleriekasernen an der Faulenbergstraße sind bis 1894 kontinuierlich erweitert worden.
Würzburgs erstes Kaufhaus wurde 1883 von Luitpold Rosenthal eröffnet. Die elektrische Beleuchtung wurde in Würzburg ab 1884, zunächst privatwirtschaftlich, und ab 1897 durch ein im Bereich der Wallgasse neben dem schon bestehenden Wasserwerk (in der heutigen Bahnhofstraße) gelegenes Elektrizitätswerk erzeugt, eingeführt. Ein Telefonnetz wurde ab 1887 (am 1. Oktober mit zunächst 130 privaten und 18 behördlichen Anschlüssen) installiert. Die erste unterirdische Telefonleitung Würzburgs wurde 1900 verlegt. Eine erste öffentliche Sprechstelle entstand für Taxis 1914 am Vierröhrenbrunnen. 1891 begründeten die Würzburger Apotheker Landauer und Oberhäußer mit Sebastian Kneipp die Kneipp-Werke.
1882 bereits als Pferdebahn begründet, entstand 1900 als elektrische Straßenbahn die heute noch das Bild der Innenstadt prägende Würzburger Straßenbahn.
In der Ottostraße entstand 1892 ein Justizpalast.
Nachdem bereits 1889 mit der 1200-Jahr-Feier des Martyriums der Frankenapostel als Kiliansfest ein katholisches Großereignis stattgefunden hatte, zu dessen Anlass von dem Seminarlehrer und Domkapellmeister Karl Weinberger eigens ein St. Kilians-Lied komponiert (mit dem Text des Aschaffenburger Studiendirektors Edmund Behringer) wurde, wurde am 27. bis 31. August 1893 in Würzburg ein Katholikentag mit etwa 2500 offiziellen Teilnehmern und einem umfangreichen Rahmenprogramm veranstaltet.
Wilhelm Conrad Röntgen entdeckte 1895 im Physikalischen Institut der Universität Würzburg die nach ihm benannte Röntgenstrahlung.
Am 24. Juni 1895 wurde die evangelische Johanniskirche eingeweiht. Über den Baufortschritt des von der Gemeinde ab 1892 selbst errichteten Gotteshauses berichtete das vom Dekan Hermann Beck seit Juli 1891 herausgegebene Würzburger evangelisches Gemeindeblatt (Das monatliche Gemeindeblatt erschien bis November 1940 und wird seit November 1950 als Monatsgruß weitergeführt).
Im Zuge des Kaisermanövers 1897 verweilten am 1. und 2. September des Jahres neben dem deutschen Kaiser und seiner Gattin auch viele deutsche Fürsten in der Stadt. Man spricht deshalb von den „Würzburger Fürstentagen“.
1894 eröffnete die Josefschule in Grombühl und 1899 die Zentralschule in der Bibrastraße.
Am Sanderring wurde 1896 die Neue Universität eröffnet. Am Röntgenring waren von 1876 bis 1902 mehrere Universitätsinstitute eingerichtet worden.
Nachdem 1874 die Kaiserstraße als Verbindung des neuen Bahnhofs mit der Innenstadt geschaffen und 1888 die Luitpoldbrücke und 1894 die Ludwigsbrücke errichtet worden waren, wurden zur Jahrhundertwende um 1900 und in den folgenden 20 Jahren in größerem Umfang weitere Baumaßnahmen vorgenommen. In der Schönbornstraße etwa, zu dieser Zeit eine bevorzugte Einkaufsstraße der Stadt, war das Central-Hotel mit Kinosaal im Erdgeschoss entstanden.
Die 1907 aus einem in Würzburg (seit Mitte der 1860er inzwischen der bedeutendste unterfränkische Bahnknotenpunkt) angesiedelten Oberbahnamt hervorgegangene Eisenbahndirektion Würzburg war zuständig für den Eisenbahnbetrieb in den Bereichen Gunzenhausen–Nördlingen, Neustadt an der Aisch, Bamberg und den Betrieb bis zur bayerischen Landesgrenze im Westen und Norden. Ab 1922 als Reichsbahndirektion bezeichnet, bestand die Direktion bis 1930, als sie in die Reichsbahndirektion Nürnberg integriert wurde. Ebenfalls 1907 entstand (aus dem Oberpostamt) die Oberpostdirektion in Würzburg, die 1943 in die entsprechende Nürnberger Behörde eingegliedert wurde. Die Postverwaltung hatte 1906 das am Paradeplatz stehende Gebäude des ehemaligen Domherrenhofes Rödelsee erworben.
Im Jahr 1904 wurde in Würzburg eine CVJM-Gruppe gegründet.
Der Berliner Julius-Springer-Verlag wurde 1909 Hauptaktionär der in diesem Jahr zur Aktiengesellschaft umgewandelten Druckerei (Universitätsdruckerei und Verlag) von Heinrich Stürtz. Die Druckerei Stürtz (später Universitätsdruckerei H. Stürtz AG in der Beethovenstraße) befand sich ursprünglich im Rückgebäude des Hauses Nr. 7 in der 1868 ausgebauten Ludwigstraße.
Ab 1911 bestand eine von dem Musikpädagogen Raimund Heuler gegründete private und erste Singschule Würzburgs. Mit der durch die Stadt Würzburg und die Hitlerjugend 1939 gegründeten „Musikschule für Jugend und Volk“, die ihren wenig erfolgreichen Schulbetrieb am 15. Januar 1941 aufgenommen hatte, hörte Heulers Musikschule auf zu existieren.
1913 öffneten die Luitpold-Lichtspiele, kurz „LuLi“ genannt, in der Domstraße als erstes festes Würzburger Kino (Würzburgs erste Lichtspielvorführungen erfolgten bereits im Oktober 1896 durch den „Edison-Salon“, einem mobilen Kinematographen). Ebenfalls 1913 erhielt das neu geschaffene Amt des städtischen Schulinspektors Gustav Walle, der als Nachfolger von Friedrich Ullrich 1915 städtischer Schulrat wurde und nach dem später die Gustav-Walle-Schule im Stadtbezirk Lindleinsmühle benannt wurde.
Noch während der unter Teilnahme der bayerischen Königsfamilie stattgefundenen Würzburger Feierlichkeiten anlässlich der 100-jährigen Zugehörigkeit Unterfrankens und Würzburgs zu Bayern am 27. und 28. Juni 1914 begann der Erste Weltkrieg und im ganzen Königreich wurde am 31. Juli der Kriegszustand verhängt.
Während des Ersten Weltkrieges entstand in der Brettreichstraße 11 eine orthopädische Klinik und „Erziehungsanstalt“ mit Lehrwerkstätten. Die früher ein Orthopädiemuseum betreibende Klinik befindet sich heute als Orthopädische Klinik König-Ludwig-Haus in der Trägerschaft des Bezirks Unterfranken.

## Weimarer Republik (1918 bis 1933)
Würzburg hatte 1918 etwa 95.000 Einwohner. Nach der am 7. November 1918 in München stattgefundenen Revolution bildete sich am 9. November in Würzburg ein Arbeiter- und Soldatenrat. Die Würzburger Räterepublik war im April 1919 eine dreitägige Herrschaft des Rätekommunismus.
Am 25. November 1918 öffnete die Würzburger Volkshochschule.
Im Mai 1919 wurde in Würzburg die Reichswehrbrigade 23 stationiert.
Bevor Eugenio Pacelli, Apostolischer Nuntius für die Apostolische Nuntiatur in München, 1920 zum päpstlichen Nuntius für die Weimarer Republik ernannt wurde, hatte er im Dezember 1919 Würzburg besucht.

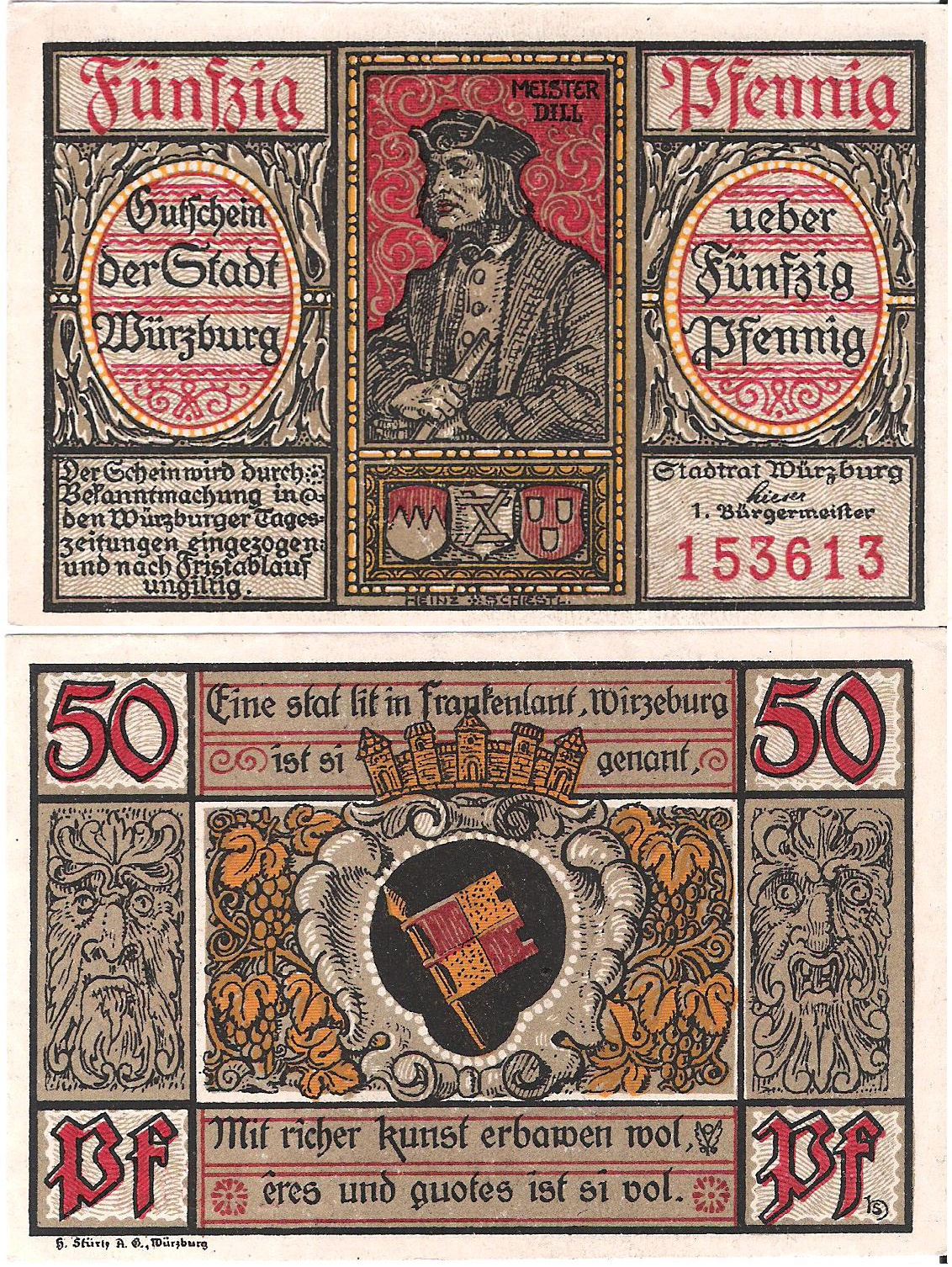
Schiestl-Notgeld Meister Dill
50-Pfennig-Schein

Die ersten Großbanken, die ihre Filialen in Würzburg eröffneten, waren die Dresdner Bank, welche am 24. Mai 1921 das Haus zum Hirschen erworben hatte und seit Oktober desselben Jahres dort eine Niederlassung betrieb, und die Deutsche Bank, die im November 1920 eine Filiale im 1877 am Kaiserplatz errichteten, nach dem Architekten Friedrich Buchner (1839–1882) benannten Buchnerschen Palais (der auch Buchnerpalais genannte Repräsentationsbau wurde nach dem Zweiten Weltkrieg wieder aufgebaut, aber zugunsten eines Neubaus für eine C&A-Niederlassung am Hauptbahnhof 1971 abgerissen) aufmachte. Die bereits im 19. Jahrhundert gegründete Würzburger Sparkasse (heute Sparkasse Mainfranken Würzburg) fand 1929 in einem Neubau am Kürschnerhof, auf dem Gelände des 1894 abgerissenen Landgerichtsgebäudes, ihr Domizil.
Im Jahr 1920 wurde zur Koordination der sozialkaritativen Arbeit der katholischen Kirche der Würzburger Diözesancaritasverband der Deutsche Caritasverband gegründet. Am 13. September wurde vom Zentralkomitee der deutschen Katholiken ein Vertretertag der katholischen Vereine in Würzburg einberufen.
Ebenfalls 1920 wurde in Würzburg zusätzlich zu den bestehenden Gerichten ein Finanzgericht eingerichtet, und 1927 folgte ein für Würzburg und Schweinfurt, ab 1929 auch für Aschaffenburg zuständiges Landesarbeitsgericht.
1924 fand mit dem Tod des Raubmörders Otto Ratzinger zum letzten Mal eine Hinrichtung in Würzburg statt.
Die Londoner Times erwähnt Würzburg in einem Artikel über einen Rechtsstreit zwischen dem britischen Börsenmaklerbüro Loewenstein, Rattle, and Co. stockbrokers und der Würzburger Bürgerin Johanna Schwabacher. Diese hatte vor dem Ersten Weltkrieg zusammen mit ihrem Schwager Emil an der Londoner Börse Aktien gekauft, deren Erträge sie nach dem Krieg nicht zurückbekam. Es ging um einen Betrag von über £ 7000. Der Zivilprozess sorgte für einiges Aufsehen, weil darin die Modalitäten des Versailler Vertrags mitschwangen, dem zufolge alle Rechtsansprüche von deutscher Seite aus verfielen. Frau Schwabacher bekam dennoch im Februar 1928 Recht und ihr Geld samt einigen Spekulationsgewinnen zurückerstattet.

## Nationalsozialistische Zeit (1922–1945)

### Anfänge
Im Dezember 1919 wurde in Würzburg eine Ortsgruppe des Deutschvölkischen Schutz- und Trutzbundes, eine die weitgehende Ausschaltung der Juden aus dem öffentlichen Leben fordernde Vorläuferorganisation der NSDAP gegründet. Antisemitische Aktionen wurden in Unterfranken seit 1922 vor allem durch den Marktbreiter Zahnarzt Otto Hellmuth (ab 1927 NSDAP-Gauleiter und ab 1928 Landtagsabgeordneter) geleitet, der auch die Hetzrednerin Andrea Ellendt in zahlreichen Veranstaltungen einsetzte (etwa vor einem Massenpublikum am 17. Dezember 1922 im Huttenschen Garten). Nachdem sich im Dezember 1922 Anhänger von Adolf Hitler in Würzburg zusammengeschlossen haben, wurde dort von Fritz Schillinger unter Mitwirkung von dem bis in die 1940er Jahre als Propagandaredner in Franken tätigen Oberregierungsrat Robert Reinecke (1879–1944) eine NSDAP-Ortsgruppe gegründet. Erstmals im Stadtrat vertreten war ein Nationalsozialist nach der Wahl am 7. Dezember 1924. Nach Wiederzulassung der 1923 verbotenen NSDAP 1925 wurde auch deren Würzburger Ortsgruppe wiedergegründet. Die Nationalsozialisten hatten im Gegensatz zu denen anderer bayerischer Städte zunächst relativ wenig Erfolg und bis 1933 blieb die Bayerische Volkspartei in Würzburg stärkste Partei. Das als Treffpunkt der am 5. Januar 1923 entstandenen SA in Unterfranken auch „Braunes Haus“ genannte Palais der als „Würzburger SA-Mutter“ bezeichneten Baronesse Margarethe von Thüngen in der Herrngasse 2 gegenüber dem Bischofspalais eröffnete den Nationalsozialisten jedoch Zugang in die höhere Gesellschaft.

### Zeit des Nationalsozialismus
Nachdem die NSDAP in Folge des Hitler-Ludendorff-Putsches vom 9. November 1923 verboten worden war, erfolgte die Wiedergründung der Würzburger Ortsgruppe am 5. April 1925. Adolf Hitler wurde (nichtöffentlich) am 11. Oktober 1925 im Gebäude der Harmonie in der Hofstraße von seinen Würzburger Parteigenossen empfangen. Öffentlich sprach er in Würzburg am 5. August 1930 und (mit Hermann Göring) am 6. April 1932 in der Frankenhalle in der Veitshöchheimer Straße vor vier- bis fünftausend Zuhörern und am 16. Oktober 1932 in der Würzburger Ludwigshalle. Die seit dem 8. Dezember 1929 offiziell im Stadtrat vertretende NSDAP hatte zu Beginn des Jahres 1930 in Würzburg bereits 406 Mitglieder. Die Nationalsozialisten erreichten nach der Ernennung Adolf Hitlers zum Reichskanzler am 30. Januar 1933 bei der Reichstagswahl am 5. März 1933 in Würzburg 31 Prozent (Reichsdurchschnitt 44 Prozent) der Stimmen. Vom 9. bis zum 11. März 1933 kam es gegen den Willen Hans Löfflers und unter der Regie von Gauleiter Otto Hellmuth und Kreisleiter Theo Memmel, der von September 1931 bis Anfang 1933 Vorgänger von Bruno John als NSDAP-Ortsgruppenleiter Würzburg-Stadt war, unter anderem zu Hissungen der Hakenkreuzfahne auf öffentlichen Gebäuden als nach außen sichtbares Zeichen der Machtübernahme. Im März 1933 wurde das Verlagshaus Echter besetzt und am 28. August 1942 verboten. Bereits drei Wochen vor dem am 1. April 1933 erfolgten reichsweiten Boykott jüdischer Geschäfte hatten Otto Hellmuth und der NSDAP-Kreisleiter Theo Memmel am 11. März die Schließung von jüdischen Geschäften und des Varieté-Theaters „C.C.“ von Johann Strauß, der fliehen musste, erzwungen. Es folgten Wohnungsdurchsuchungen führender Mitglieder der jüdischen Gemeinde durch die Gestapo, weitere Boykottaktionen und neben vielen anderen Repressalien Berufsverbote für jüdische Rechtsanwälte und Ärzte.
Oberbürgermeister Löffler musste am 23. März zurücktreten und wurde durch das NSDAP-Mitglied Theo Memmel ersetzt. Am 24. März erfolgt die Umbenennung der Theaterstraße in Adolf-Hitler-Straße (in der Adolf-Hitler-Straße 24 befand sich die Gauleitung Mainfranken unter Otto Hellmuth) und am 4. April deren feierliche Einweihung unter Oberbürgermeister Memmel. Sowohl Adolf Hitler (der ab 1925 insgesamt siebenmal Würzburg besuchte) als auch Reichspräsident Paul von Hindenburg wurden am 2. Mai 1933 zu Ehrenbürgern der Stadt ernannt. Anlässlich einer Großveranstaltung erhielt Hitler die Ehrenbürgerurkunde am 27. Juni auf dem Residenzplatz überreicht. Am 10. Mai fand wie in 21 anderen deutschen Universitätsstädten eine öffentliche Bücherverbrennung auf dem Residenzplatz statt. Der nationalsozialistische Stadtrat nach der Mandatsniederlegung von BVP und SPD bestand im Juni 1933 aus 26 Mitgliedern. Im Juli 1933 war der im März begonnene Gleichschaltungs-Prozess vollzogen. Nach der Auflösung des Reichstags erfolgte die Neuwahl, bei der nur die Liste der NSDAP auslag, und dem Volksentscheid vom 12. November 1933, bei der die NSDAP 94,4 % der Stimmen erhielt, traten die Würzburger zu 96,27 % bei. Im Mai 1933 wurde die Geschäftsstelle der NSDAP-Kreisleitung Würzburg-Stadt von der Semmelstraße 15 in das Rathaus verlegt. 1934 kommt es am 7. und 28. April zur Besetzung des Bischofspalais durch Nationalsozialisten und im selben Jahr zur Sperrung der städtischen Turnhallen für jüdische Kinder. Erstmals erschien 1934 die Mainfränkische Zeitung, das Parteiorgan der NSDAP. Würzburg wurde, nachdem 1930 Heidingsfeld bereits mit 5700 Einwohnern eingemeindet worden war, 1934 Großstadt und die Stadtplaner gingen in den folgenden Jahren bereits von einer Einwohnerzahl bis zu 140.000 im Jahr 1970 aus. Gemäß einem Erlass Hitlers vom 17. Februar 1939 war die nationalsozialistische Umgestaltung Würzburgs zu einer Gauhauptstadt vorgesehen, wozu Hubert Groß als Amtsleiter des neu begründeten Stadtplanungsamtes sowie der Architekt und Reichsinspektor Albert Speer die Entwürfe dazu vorlegten. Im April 1943 wurden mit einem Erlass des Reichsinnenministeriums die Neugestaltungsprojekte deutscher Städte wieder eingestellt.
Die letzte Sitzung des „alten“ Gemeinderates erfolgte am 15. März 1935, der neue nationalsozialistische Stadtrat nahm am 24. Mai 1935 seine vorläufige Tätigkeit auf und am 1. Oktober berief Gauinspektor Fritz Conrad, der auch den Vorsitz der Stadtratssitzungen führte, 32 Ratsherren.
Arbeitslose kamen durch Einrichtung eines freiwilligen Arbeitsdienstes 1933 für Bau- und Kultivierungsmaßnahmen zum Einsatz. Hierzu wurden Arbeitsdienstlager errichtet, am 30. April eines auf der Festung Marienberg und bis März 1935 als „schönstes Arbeitsdienstlager Deutschlands“ eines in der Dürrbachau.
Zwischen 1930 und 1938 wurden in Würzburg zahlreiche Baumaßnahmen, insbesondere Wohnungsbau- und Siedlungsprojekte durchgeführt. Es entstanden unter anderem die Lehmgrubensiedlung in Heidingsfeld, Obdachlosenunterkünfte in der Zellerau und am Faulenberg sowie 1934 die Gemeinnützige Baugesellschaft für Kleinwohnungen.
Auch kirchliche Einrichtungen entstanden in dieser Zeit: Ab 1930 bauten die Claretiner-Missionare, beginnend in der Wöllergasse, ein Knabenseminar auf, das 1935 in die Mergentheimer Straße umzog. 1934/35 wurde die Kirche Heiligkreuz in der Zellerau gebaut und 1937 das nach Plänen von Albert Boßlet Gotteshaus Unsere Liebe Frau im Frauenland fertiggestellt.
1935 erhielten Leo Günther als Verfasser und Adolf Drößler als Verlagsinhaber die Würzburger Stadtplakette in Bronze anlässlich des Erscheinens des dritten bzw. vierten Bandes der Würzburger Chronik im Verlag Bonitas-Bauer. 1938 wurden der fünfte und sechste Band vorbereitet.
1936 nutzten die Nationalsozialisten die Würzburger Burg Marienberg als „SA-Hilfswerklager“, dessen „wichtige soziale und erzieherische Aufgabe es ist, arbeitslose junge SA-Kameraden umzuschulen“.
Am 14. August 1936 erhielt der Würzburger Ruder-Vierer ohne Steuermann (Willi Menne, Martin Karl, Toni Rom und Rudolf Eckstein) bei den Olympischen Spielen in Berlin eine Goldmedaille und von der Stadt die Goldene Stadtplakette. Im selben Jahr wurde am 15. November in der Sanderau Würzburgs erstes Hallenschwimmbad eröffnet. Für seine Verdienste um die Errichtung des Hallenbades erhielt Sanitätsrat Apetz zu diesem Anlass die Silberne Stadtplakette.
1938 entstand die Abteilung Stadtchronik im Würzburger Stadtarchiv. Leiter der Abteilung wurde Hans Oppelt.
Zu Ostern 1938 übernahm die Stadt Würzburg das Mädchengymnasium der seit 1866 in Würzburg wirkenden Englischen Fräulein (siehe Maria-Ward-Schule Würzburg) ebenso wie die höhere Mädchenschule der Armen Schulschwestern in Heidingsfeld und auch das gesamte private Mädchenschulwesen wurde städtisch und mit den anderen höheren Mädchenschulen in einer Städtischen Oberschule für Mädchen Würzburg zusammengefasst, die am 5. Dezember 1942 den Namen Mozartschule erhielt. Am 15. Februar 1938 war die sogenannte Gemeinschaftsschule eingeführt worden, welche zu einer Aufhebung der Bekenntnisschulen führte. Im Schuljahr 1938/39 wurden alle Konfessionsvolksschulen in Gemeinschaftsvolksschulen umgewandelt (Nach dem Zweiten Weltkrieg wurden unter dem Bischof Julius Döpfner wieder Konfessionsschulen in Würzburg aufgebaut).
Am 28. Juni 1937 erfolgte anlässlich des Besuches Hitlers die „größte Kundgebung, die je auf dem Residenzplatz stattfand“.
Mit Beginn der in der Nacht vom 9. auf den 10. November stattfindenden Novemberpogrome 1938 („Reichskristallnacht“) wurde unter Beteiligung des Chirurgen, SA-Führers und SA-Obersturmbannarztes Ernst Seifert die Heidingsfelder Synagoge um 2:30 nachts in Brand gesetzt. Am frühen Morgen des 10. November 1938 wurden wie in ganz Deutschland auch in der Innenstadt, vor allem in der Altstadt und der Sanderau, von Würzburg jüdische Geschäfte und Einrichtungen der Jüdischen Gemeinde durch Demolierung und Brandstiftung zerstört. Durch von der Würzburger NSDAP-Ortsgruppe Süd mobilisierte Parteimitglieder wurde der Weinhändler Ernst Lebermann in seiner Wohnung in der Scheffelstraße 5 festgenommen, verletzt und in das Landgerichtsgefängnis in der Ottostraße verbracht. Am nächsten Tag starb er im jüdischen Krankenhaus.
Die ersten Deportationen von jüdischen Bürgern erfolgten am 27. November 1941. Zunächst wurden 202 Personen vom Güter-Verladebahnhof Aumühle nach Riga transportiert. Zum sechsten und letzten Mal erfolgten von Würzburg aus Deportationen am 17. Juni 1943. An diesem Tag erfolgte ein Transport direkt nach Auschwitz, ein weiterer nach Theresienstadt. Örtlicher Organisationsleiter der Würzburger Gestapo für die Deportationen war Kriminalinspektor Michael Völkl († Mai 1945 durch Suizid) gewesen. Als Sammelpunkt für Deportationen diente vor allem der 1943 auch für Gefolgsschaftsappelle (etwa für Lehrer) genutzte Platz’sche Garten, wo später ein Gebäude der Benediktiner-Abtei Münsterschwarzach stand.
Würzburg spielte eine wichtige Rolle bei der sogenannten Aktion T4, bei der mehr als 100.000 Psychiatrie-Patienten und behinderte Menschen durch SS-Ärzte und -Pflegekräfte systematisch ermordet wurden. Zentrale Figur dabei war Werner Heyde, Professor für Psychiatrie und Neurologie an der Universität Würzburg sowie Leiter der „medizinischen Abteilung“ der „Euthanasie“-Zentrale und Obergutachter der Euthanasie-Aktion. Heyde war ab Oktober 1934 als Mitarbeiter, später als Kreisamtsleiter im bis 1938 in der Ludwigstraße 8 (danach in der heutigen Klinikstraße 6, dem „Welzhaus“, wo 1773 ein Epileptikerhaus eingerichtet worden war, Adam Elias von Siebold ab 1805 eine neue Entbindungsklinik geschaffen, Robert Ritter von Welz, der Pionier der Äthernarkose in Würzburg, seine private Augenklinik betrieben hatte und auch das am 10. Mai 1939 eingeweihte Institut für Vererbungswissenschaft und Rasseforschung untergebracht wurde) befindlichen Rassenpolitischen Amt (ab November 1938 in der damaligen Klinikgasse 6 I., zuvor in der Ludwigstraße 8) der Gauleitung Mainfranken tätig (Im selben Gebäude wirkte der Rassenhygieniker Ludwig Schmidt). Als Beisitzer im dortigen Erbgesundheitsgericht entschied er über Anträge auf Zwangssterilisationen.
Heyde gilt zudem wegen seiner Beziehungen innerhalb der SS und seiner Erfahrung als Gutachter bei der Ermordung von KZ-Häftlingen bei der „Aktion 14f13“ als Initiator der Idee, auf dem Gelände der Nervenklinik des Universitätsklinikums in Würzburg ein Außenlager des KZ Flossenbürg einzurichten, in dem zwischen April 1943 und März 1945 KZ-Häftlinge und Zwangsarbeiter gefangen gehalten wurden. Die Häftlinge waren anfänglich in einer eigenen Baracke in der Friesstraße untergebracht, einem improvisierten Gefängnis innerhalb einer Haftstätte der Würzburger Geheimen Staatspolizei. Bewacht von der SS und gekleidet in blau-weiß gestreiften Lagerdrillich marschierten die Häftlinge des Außenlagers morgens und abends von diesem Notgefängnis durch das Würzburger Stadtgebiet zu ihrem Arbeitsort, dem Klinikgelände in der Füchsleinstraße 15, und zurück. Ab Herbst 1943 diente ein mit Stacheldraht gesichertes Kellergeschoss eines Klinikgebäudes als Unterkunft der Häftlinge.
Die letzte Sitzung des nationalsozialistischen Stadtrats wurde am 22. Dezember 1944 veranstaltet.
Widerstand gegen den Nationalsozialismus ging in Würzburg von 1933 bis 1945 von einigen katholischen Jugendgruppen und einzelnen Anführern (im Bistum Würzburg insbesondere von Oskar Neisinger unterstützt) solcher Gruppen aus, die jedoch vom höheren Klerus nur selten Unterstützung erhielten. Aktiver Widerstand aus evangelischen Jugendgruppen, die in Würzburg im Dezember 1933 durch den Reichsbischof Ludwig Müller der Hitler-Jugend angegliedert wurden, ist nicht bekannt. Die katholischen Jugendgruppen wurden im Januar 1938 verboten. Unterstützung hatten illegal weiterhin aktive Gruppen etwa durch den Domkaplan Fritz Bauer und den Juristen Georg Angermaier sowie dem Pfarrer Josef Heeger (Gemeinde St. Burkard) und der Bäckerei Hanselmann, die in der Hofstraße einen Raum zum Drucken von Nachrichtenheften der katholischen Jugend zur Verfügung stellte, erhalten. Von 1941 bis 1944 wurde vor allem die sogenannte Grüne Gruppe aktiv.
Auf offizieller kirchlicher Seite ist als Gegner des Nationalsozialismus Bischof Matthias Ehrenfried zu nennen. Der mit der NSDAP sympathisierenden Glaubensbewegung Deutsche Christen hatten sich von den evangelischen Würzburger Pfarrern nur Wolf Meyer-Erlach und der ab 1932 als zweiter Pfarrer von St. Johannis tätige, 1944 krankheitsbedingt in den Ruhestand versetzte, Theodor Reißinger angeschlossen. Im Kirchenkampf hielt sich die evangelische Pfarrerschaft weitgehend zurück, wenn auch etwa die Pfarrer Wilhelm Sebastian Schmerl (von der Gemeinde der Deutschhauskirche) und Adolf Wunderer (von St. Stephan) sich für eine bekenntnistreue Kirche aussprachen.

## Würzburg im Zweiten Weltkrieg
Bereits seit 1935 war Würzburg auf einen kommenden Krieg vorbereitet worden. Im Zusammenhang mit der Einführung der allgemeinen Wehrpflicht wurde 1935 ein „Wehramt“ in der Würzburger Stadtverwaltung eingerichtet. Zu dessen Aufgaben gehörte die Organisation einer zukünftigen Kriegsbewirtschaftung. Nach dem Ausbruch des Zweiten Weltkrieges mit dem Angriff auf Polen am 1. September 1939 wurde dann die örtliche Verteilung von Merkblättern, Ausweiskarten und Lebensmittelkarten dementsprechend umgesetzt. Die ersten Lebensmittelkarten waren bereits zu Beginn des Jahres 1939 unter Polizeischutz aus Berlin geliefert worden.
Nicht nur die Kriegswirtschaft durch die städtische Verwaltungsbehörde war geplant worden; auch die psychologische Vorbereitung – etwa durch die vom Reichsluftschutzbund ausgehende Aufstellung einer mit „Luftschutz tut not“ untertitelten Blechfliegerbombe auf dem Paradeplatz vor dem Hauptpost-Gebäude – gehörte dazu. Luftschutzübungen wurden bereits seit Oktober 1934 durchgeführt. 1935 wurde auf dem Galgenberg ein Fliegerhorst eingerichtet und 1936 die Dienststelle Luftschutz. 1939 wurde das Mainfränkische Museum geschlossen. Der Fremdenverkehr war zwischen 1941 und 1945 zum Erliegen gekommen und die Hotelunterkünfte dienten zu einem großen Teil der Unterbringung von Wehrmachtsangehörigen. Abgesehen vom Betonbunker für den Gauleiter Hellmuth, dessen Familie und Mitarbeiter, verfügte Würzburg über keinen größeren Luftschutzbunker. Ein erster Luftangriff auf Würzburg fand am 21. Februar 1942 statt, bei dem vier Bomben im Gebiet des Südbahnhof abgeworfen wurden. Am 21. Juli 1944 erfolgten ebenfalls Bombenangriffe auf Würzburg und forderten 41 Opfer. Ende 1944 wurden Schüler als Flakhelfer eingesetzt. Ab November 1944 wurden Würzburger Volkssturmeinheiten aufgestellt. Im Januar 1945 wurden noch ein Verteidigungsring errichtet, Schützengräben ausgehoben und Bunker gebaut, um die Alliierten fernzuhalten. Erste Bombenangriffe im Jahr 1945 erfolgten durch Flugzeuge der Alliierten am Abend des 4. Februars, wobei keine Sirenenwarnung erfolgt war und neun Menschen durch Bomben in Grombühl und bei der „Löwenbrücke“ starben. Der Würzburger Hauptbahnhof wurde am 23. Februar 1945 bombardiert. Am 23. Januar 1945 war Würzburg erstmals auf eine Liste für mögliche Flächenangriffe gesetzt worden.

## Bombardierung am 16. März 1945 und Kriegsverlauf bis zum Fall Würzburgs am 6. April
In den letzten Wochen des Zweiten Weltkriegs (September 1939 bis Mai 1945) griffen (zwei Wochen vor Churchills Verfügung über ein Ende des area bombing und dem Einmarsch der Amerikaner) Bomber der Royal Air Force Würzburg an. Bei dem 17 Minuten dauernden Bombenangriff auf Würzburg und Heidingsfeld am 16. März 1945 kamen über 5000 Menschen ums Leben. Die Innenstadt wurde zu 90 Prozent zerstört. Das Modell der komplett zerstörten Innenstadt und die Namen der Getöteten sind in der Gedenkstätte rechts am Eingang zum Grafeneckart dokumentiert. Das Massengrab mit einer Gedenkglocke für die Bombenopfer befindet sich links vor dem Haupteingang zum Hauptfriedhof. In der Marienkapelle findet jeden Freitag um 12 Uhr zum Gedenken an die Opfer von Krieg und Bombardierung das ökumenische Versöhnungsgebet von Coventry für den Frieden statt. An zahlreichen Gebäuden erinnern Hinweise an den Wiederaufbau nach dem Krieg.
Am 26. März erfolgte ein Luftangriff auf Versbach mit sieben getöteten Einwohnern, am 31. März auf Unterdürrbach mit 78 Toten. Am selben Tag wurden 3500 Mann, vor allem 50 bis 60 Jahre alte Veteranen des Ersten Weltkriegs, in Bunkern und Schützengräben in und um Würzburg in Alarmbereitschaft versetzt. 1000 davon wurden zur Verteidigung Mainfrankens am 27. März vom Oberkommando des Heeres nach Hammelburg geschickt, „wo eine Vorhut der US-Army gerade den Volkssturm“ überrollte.
Am 1. April erreichten die amerikanischen Truppen Rottenbauer, am 2. April waren sie in Heidingsfeld und besetzten Höchberg. Am selben Tag war vor allem von der 42. Division unter Generalmajor Harry J. Collins, die gesamte linke Mainseite bis zur Festung Marienberg besetzt worden. Der an der Festungsmauer aufgebrachte Schriftzug „Heil Hitler!“ wurde von den Amerikanern durch „42D Infantry Rainbow Division“, die bis 6. April in Würzburg blieb, übermalt.
Seit 2. April 1945 lag Würzburg unter amerikanischem Artilleriebeschuss. Die Wehrmacht zog sich auf das rechte Mainufer zurück und sprengte die drei Mainbrücken. Ab 3. April setzten US-Truppen von Zellerau und Mainviertel aus auf Booten und auf einer Hilfsbrücke über den Fluss auf die rechte Mainseite. Am 4. April gab es heftige Abwehrkämpfe in der Trümmerwüste der Innenstadt. Etwa 1.000 deutsche Soldaten und 300 Amerikaner fielen. Am 5. April wurde der letzte Widerstand in den Außenbezirken gebrochen und Gustav Pinkenburg von den Amerikanern als Oberbürgermeister eingesetzt.

## Nachkriegszeit
Am 17. April 1945 wurden von der US-Army Flugzettel verteilt, welche die Einwohner Würzburgs über wieder geöffnete Lebensmittelläden und Gemischtwarenhandlungen informierten, in denen zugewiesene Karten für den täglichen Bedarf eingelöst werden konnten. Ebenfalls über Flugzettel der Befreier wurden Würzburgs Bewohner am 24. April über das Verbot informiert, in die ausgebombten oftmals einsturzgefährdeten Gebäude zurückzukehren, am 30. April über die durch die US-Army bewirkte Herstellung einer medizinischen Grundversorgung mit zwei Krankenhäusern, 20 Ärzten und vier Apotheken und am 10. Mai über die von der US-Army wiederhergestellte Wasserversorgung der Stadt.
Im Mai 1945 bewirkte Pinkenburg, auf einen Vorschlag des 1936 von den Nationalsozialisten verhafteten Bäckermeisters und Kommunisten Konrad Försch, der ab 1939 in den Konzentrationslagern Dachau und Buchenwald Pinkenburg inhaftiert war, hin, dass die US-Army Nationalsozialisten zwangsweise für Aufräumarbeiten in der zerbombten Stadt rekrutierten. Försch wurde zum Kommandanten eines anfangs vor allem aus aktiven NSDAP-Mitgliedern bestehenden Totenbergungskommandos ernannt. Um gegen Plünderer vorzugehen, gab die US-Army im selben Jahr die nicht mehr gültigen deutschen Polizeiuniformen an einen unbewaffneten „Sicherheitsdienst“ aus. Die US-Army ermöglichte die Wiederaufnahme der Arbeit des Finanzamtes, worüber sie die Bevölkerung – wiederum mit Flugzetteln – am 8. Juni informierte. Ab dem 18. Juni wurden einsturzgefährdete Ruinen auf gefährliche Weise mit Seilen niedergerissen, das Fahrzeuge in den Trümmern kaum zu steuern waren. Am 21. Juni wurde von der US-Army durch Flugzettel mitgeteilt, dass Schüler, wenn sie mindestens 15 Jahre alt sind, den Sommer über bei der Ernte zu helfen haben. Ab dem 12. Juli wurde für Würzburg und Umgebung der Briefverkehr wieder ermöglicht, was bayernweit erst ab dem 9. September 1945 erfolgte.
Am 13. Oktober 1945 erfolgte in Würzburg die Gründung der CSU (Siehe Adam Stegerwald, dessen Würzburger Rede vom 21. August 1945 als ein CSU-Gründungsdatum gilt). Im November desselben Jahres erschien erstmals die Main-Post. Als Ortsvereine wurden am 8. November die seit April als anti-nationalsozialistische Partei wieder politisch aktive SPD, am 3. November 1946 die CSU und am 18. August 1947 die FDP bei der amerikanischen Militärregierung angemeldet bzw. lizenziert. Die seit Sommer 1945 „antifaschistisch“ tätige KPD war bereits im September 1945 von der Militärregierung lizenziert worden. Die am 26. April 1946 lizenziert Wahlgemeinschaft Wiederaufbau Würzburg (WWW) bestand nur bis kurz nach der Kommunalwahl von 1946.
Aufgrund ihrer NSDAP-Mitgliedschaft wurden im Jahr 1945 320 Mitarbeiter der Stadtverwaltung entlassen. Der erste Stadtrat nach dem Krieg wurde am 26. Mai 1946 gewählt. Erster gewählter Oberbürgermeister wurde danach Michael Meisner im Juni 1946 und am 16. August folgte ihm Hans Löffler in diesem Amt.
Die Entnazifizierung und die Würzburger Spruchkammerverfahren begannen 1946. Im März 1949 wurde vor der Großen Strafkammer des Landgerichts der Würzburger Otto Pfrang, ein ehemaliger Wachmann im Konzentrationslager Dachau, zunächst zum Tode verurteilt. Das Strafmaß wurde später in lebenslängliche Haft umgewandelt. Weitere Verurteilte waren Josef Gerum, der als ehemaliger Chef der Würzburger Gestapo ein Jahr Haft erhielt, und der Alt-Oberbürgermeister Theo Memmel, der 1947 zunächst zu fünf Jahren Arbeitslager verurteilt wurde, aber nach seiner Internierungszeit im August 1949 nur noch eine Geldbuße von 500 Mark zu entrichten hatte. Der ehemalige Gauleiter Otto Hellmuth wurde im Mai 1947 verhaftet und durch den Obersten US-Militärgerichtshof in Dachau zum Tode durch den Strang verurteilt, später abgemildert zu lebenslanger Haft im Gefängnis Landberg. Im Juni 1955 wurde Hellmuth begnadigt. Er erhielt nach seiner Freilassung 5160 Mark als sogenannte Heimkehrerentschädigung und ließ sich 1958 als Zahnarzt in Reutlingen nieder.
Als Erstinstanz in Verwaltungsstreitsachen innerhalb des Regierungsbezirks wurde im Januar 1947 das Bayerische Verwaltungsgericht in Würzburg eingerichtet.
Die 1930 nach Würzburg gekommene Gemeinschaft der Claretiner, die dort ein Knabenseminar aufgebaut hatten, bezogen nach dem Zweiten Weltkrieg ihren Sitz in der Virchowstraße. 1949 kam der Sitz des Oberen der deutschen Provinz mit der Missionsprokur der Claretiner-Missionare nach Würzburg (Das Claretiner-Kloster befindet sich seit 1989 in der Wölffelstraße 13).

## Wiederaufbau

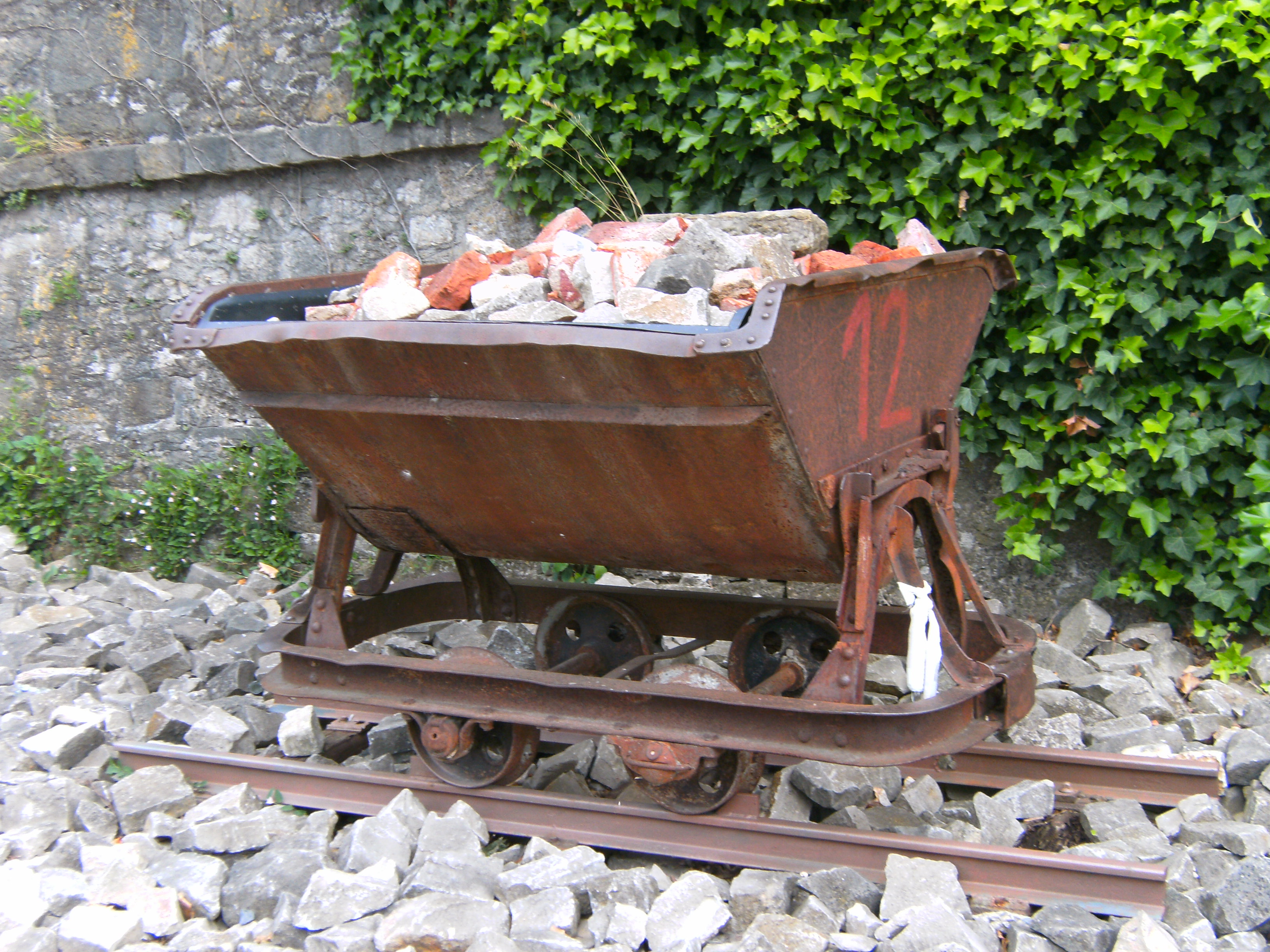
Würzburg, Alter Kranen: Lore einer Trümmerbahn als Denkmal an den Wiederaufbau.

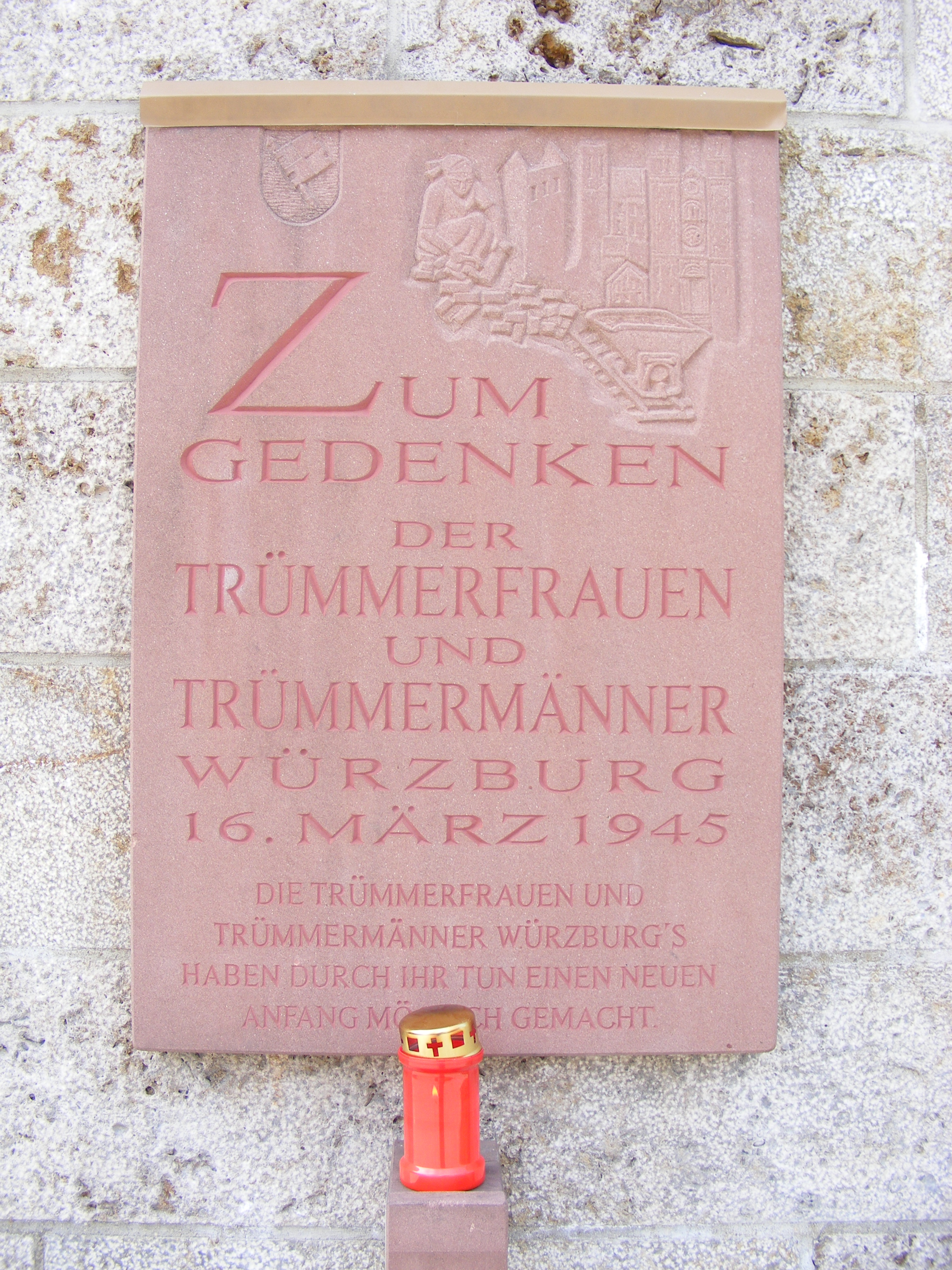
Würzburg – Gedenkplatte „Zum Gedenken der Trümmerfrauen und Trümmermänner Würzburg 16. März 1945“ am Kranenkai, Enthüllung am 16. März 2006.

Die Zerstörung Würzburgs am 16. März 1945 gehört in ihrem die Innenstadt, große Teile Grombühls, Heidingsfelds und der Zellerau flächendeckenden Ausmaß zu den umfassendsten aller deutschen Großstädte.
Der Kunsthistoriker Rudolf Edwin Kuhn (1920–2001) und seine freiwillige Arbeitsgruppe sowie der US-Kunstschutzoffizier John Davis Skilton retteten die Residenz durch Abdichtungsmaßnahmen am Dach trotz des Bauholzmangels vor dem Zerfall durch die Winterfröste.
An die Trümmerfrauen und Trümmermänner, die den Wiederaufbau Würzburgs erst wieder möglich machten, erinnert eine Gedenktafel aus Buntsandstein an der Hochwasserschutzmauer zwischen Altem Kranen und Kranenkai. Dort endeten die fast 30 Kilometer Gleisnetz der Trümmerbahn. Der Trümmerschutt wurde vom Mainufer auf Schiffen abtransportiert. Eine Lore mit Keupersteinen erinnert an diese Zeit. Wegen der Zerstörungen von Wohnraum waren einzelne Zimmer mit bis zu sieben Personen überbelegt. Würzburger ohne Wohnung, die ins Umland geflohen waren, durften als „Außenbürger“ nicht wieder nach Würzburg ziehen.
Das erste Nachkriegskino der Stadt war eine dazu umfunktionierte Schulturnhalle in der Annastraße hinter dem Hofgarten der Residenz. Mit einem Filmprojektor wurden ab 17. November 1945 wieder Filme, vor allem amerikanische, gezeigt.
Der Architekt und Baurat Paul Heinrich Otte leitete ab 1948 das Stadtplanungsamt und war entscheidend an den Planungen zum Wiederaufbau Würzburgs in den 1950er Jahren beteiligt. Zur Neugestaltung der Stadt gehörten neben dem Wohnungsbau und der Aufweitung zahlreicher Innenstadtgassen 1956 der Neubau des Kaufhof (am Ort des Ende des 19. Jahrhunderts abgerissenen, 1594 bis 1597 unter Julius Echter erbauten Sandhof-Gebäudes) mit Rasterfassade und Flachdach in der Schönbornstraße (hervorgegangen aus der Verbindung von Sandgasse mit dem Kürschnerhof), der Ausbau der Niederlassungen von Neckermann 1951 und Hettlage (alle drei in der Schönbornstraße) sowie die 1955 bis 1957 an Stelle der zuvor dort gestandenen Maxschule errichtete neue Mozartschule und das 1954 bis 1956 neugebaute Gebäude der Regierung von Unterfranken.
Im April 1949 wurde Faribault Patenstadt Würzburgs und spendete der Stadt in großer Menge Nahrungsmittel.
Durch das im Januar 1949 unter Bischof Julius Döpfner von Robert Kümmert gegründete St.-Bruno-Werk wurden bis 1955 in Würzburg zahlreiche Wohnungen zur Beseitigung der Wohnungsnot in der Nachkriegszeit geschaffen.

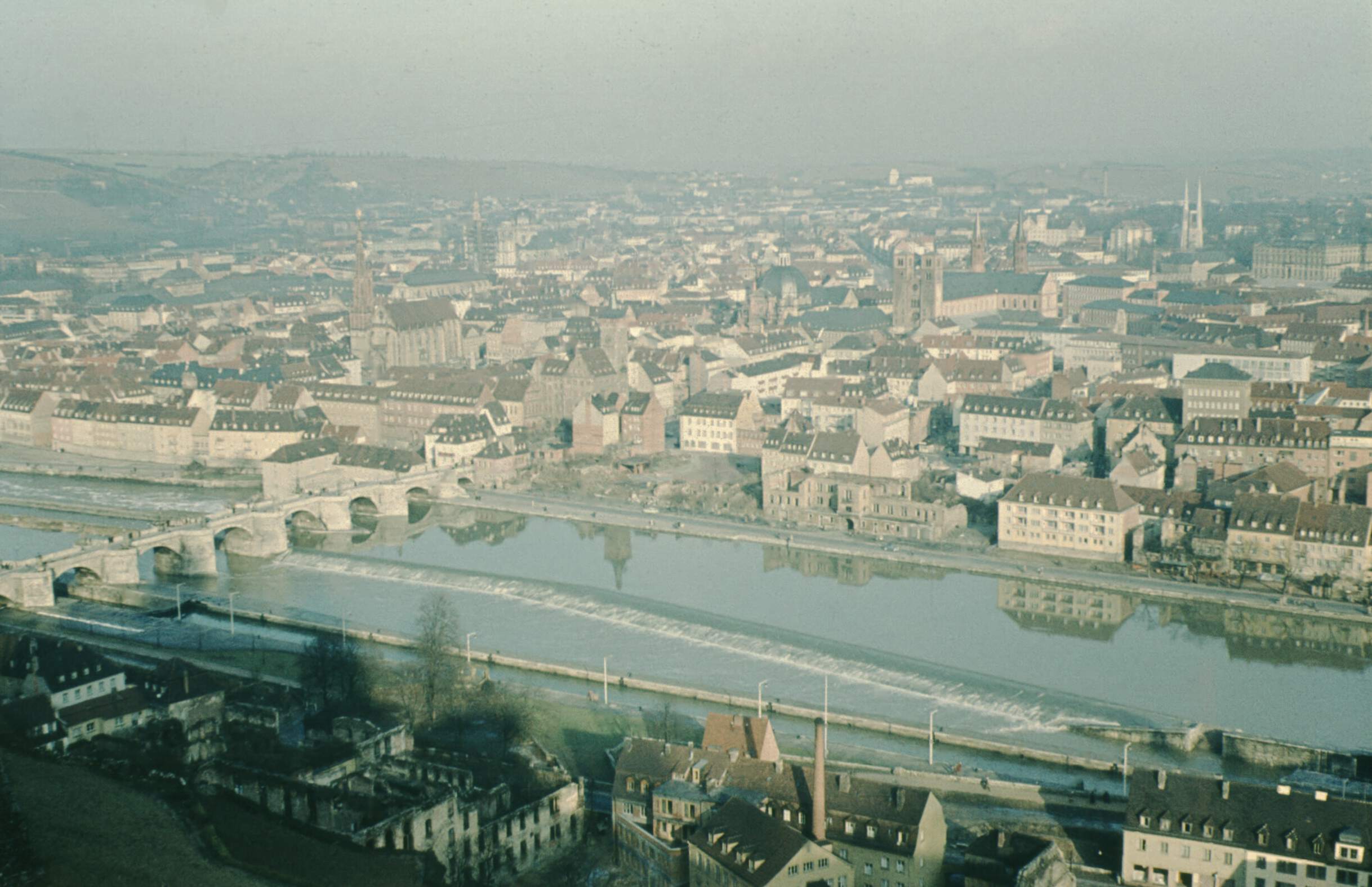
Würzburg 1958

Im Juli 1950 fand auf den Mainwiesen zum ersten Mal die Mainfranken-Messe statt und auf dem Sanderrasen das erste Kiliani-Volksfest nach dem Krieg. In der neuen Ladenpassage in der Domstraße eröffnete 1955 Severin ein Bekleidungsgeschäft und die Firma Kupsch eine Filiale. 1955 eröffnete im Rahmen der seit 1950 geförderten Industrieansiedlung Siemens eine Niederlassung in Würzburg, ebenso die Raiffeisen-Kraftfutterwerke. Der Schnellpressenhersteller Koenig & Bauer erbaute sein Werk am alten Standort neu. 1956 wurde das Dallenbergbad eröffnet und am 5. Mai 1958 der Beschluss zum Bau eines neuen Städtischen Theaters gefasst. Bundespräsident Theodor Heuss besuchte in der Zeit des Wiederaufbaus mehrmals Würzburg, so 1952 das Mainfränkische Museum zur Ausstellung 1200 Jahre Franconia sacra und 1955, als er unter anderem die 1954 neuerbaute St.-Alfons-Kirche besichtigte, sowie im September 1960. 1961 erhielt Würzburg mit der Autobahn nach Frankfurt am Main Anschluss an das überregionale Straßenverkehrsnetz. Im selben Jahr erwarb die Stadt das Hofgut Heuchelhof und errichtete in den folgenden Jahren dort ein neues Wohngebiet. In seiner Haushaltsrede vom 16. Dezember 1963 erklärte Oberbürgermeister Helmuth Zimmerer den Wiederaufbau der Stadt Würzburg für abgeschlossen.
Zum Wiederaufbau der evangelischen Gemeinden und der Diakonie hatte insbesondere der Lizenziat, Oberkirchenrat und als Dekan von 1949 bis 1964 wirkende Wilhelm Schwinn (1905–1974) beigetragen. 1963 wurde das von ihm initiierte Rudolf-Alexander-Schröder-Haus als Zentrum evangelischer Erwachsenenbildung eingeweiht.

## Stadtentwicklung und Ereignisse ab 1965
1965 lebten 121.778 Einwohner in der Stadt und es begannen die Bauarbeiten zur Universitätserweiterung am Hubland als zu Beginn der 1960er Jahre nicht unumstrittenes Projekt einer „Stadtrand-Universität“. Im Jahr 1966 sorgte der Mord an einem Würzburger Taxifahrer für Aufsehen: Als Teil einer bundesweiten Mordserie an Taxifahrern war der Fall von großem öffentlichen Interesse, sodass zur Beerdigung 211 Taxen aus dem ganzen Bundesgebiet einen Trauerzug durch die Innenstadt organisierten. Die Trauerfeier war laut Angaben der Friedhofsverwaltung die größte seit Kriegsende. 1966 wurde das neue Stadttheater eröffnet, 1967 das Dallenbergbad. Würzburgs erster sozialdemokratischer Oberbürgermeister wurde 1968 bis 1990 Klaus Zeitler. 1970 wurde die neue Synagoge errichtet und 1971 die Fachhochschule Würzburg-Schweinfurt gegründet. 1971 wurde Würzburg zudem einer der fünf deutschen Intercity-Linienverbindungsbahnhöfe. Von 1972 bis 1975 entstanden mehrere Fußgängerzonen in der Innenstadt. Im Jahr 1973 waren über 10.000 Studenten an der Universität Würzburg eingeschrieben und das Konservatorium für Musik wurde zur Musikhochschule. 1981 eröffneten die Carl-Diem-Halle und der Neubau der Universitätsbibliothek Würzburg am Hubland. Ein durch die urbane Entwicklung Würzburgs notwendiger neuer Flächennutzungsplan entstand zwischen 1976 und Juli 1985. Im November 1985 wurde das Congress-Centrum Würzburg eröffnet. Seit 1984 wird Restmüll im Müllheizkraftwerk in der Gattingerstraße als Energieträger verwertet. Vom 6. bis 8. Juni 1986 kamen in Würzburg etwa 25.000 Menschen zum ersten Deutschen Umwelttag zusammen. 1989 besuchten 33.900 Aussiedler aus Ost- und Südeuropa sowie Bürger der DDR das Büro für Bürgerhilfe. Nach der Öffnung der Grenze am 9. November 1989 wurden die ersten Trabis, Ladas und Wartburgs am 11. November auf dem Residenzplatz gesichtet. Zur Auszahlung des sogenannten Begrüßungsgeldes von 100 DM an ehemalige DDR-Bürger wurde das Rathaus-Foyer mit 15 zusätzlichen Schaltern ausgestattet. Die im November 1989 begonnene Partnerschaft mit der südthüringischen Stadt Suhl wurde am 23. Januar 1990 vertraglich erweitert, laut Oberbürgermeister Zeitler auch um durch Zusammenarbeit der beiden Städte die Zahl der Übersiedler nicht weiter ansteigen zu lassen.
Die Partei Bündnis 90/Die Grünen zog erstmals 1990 in den Würzburger Stadtrat ein. Im selben Jahr entstand das erste Würzburger Umweltreferat.
Am 14. Mai 1997 wurde in Würzburg eine Baumschutzverordnung zur Klimaverbesserung und zum Lärmschutz erlassen. 2005 eröffnete Würzburgs erstes spezielles Moscheegebäude. Ein Arkadenprojekt am Hauptbahnhof lehnten die Würzburger Bürger am 3. Dezember 2006 ab.
Am 18. Juli 2016 ereignete sich ein terroristischer Anschlag in einer Regionalbahn bei Würzburg, der in Heidingsfeld mit der Erschießung des Attentäters endete. Der Täter war im Rahmen der Flüchtlingskrise in Deutschland 2015/2016 eingereist und bekannte sich zur Terrormiliz Islamischer Staaten, welche die Reklamation des Anschlags für sich bestätigte.

## Würzburg im Regierungsbezirk Unterfranken
Die Stadt Würzburg hatte bereits am 22. Juni 1970 die Ehrenfahne des Ausschusses für Raumordnung und Kommunalfragen des Europarates erhalten und wurde, im Wesentlichen auf dem europapolitischen Engagement des Würzburger Sozialdemokraten Hannsheinz Bauer beruhend, am 14. Oktober 1973 mit dem Europapreis für ihre hervorragenden Bemühungen um den europäischen Integrationsgedanken ausgezeichnet. Die Residenz wurde 1981 zum Weltkulturerbe erklärt. Die Bayerische Landesgartenschau fand 1990 in Würzburg statt, in deren Rahmen in Würzburg ein Umweltreferat und eine Umweltstation eingerichtet wurden. 2018 wurde die Landesgartenschau erneut in der Stadt ausgerichtet. Im Jahr 2004 wurde das 1300-jährige Stadtjubiläum gefeiert.